# Lębork
Lębork (pierwotnie Lewino lub Łebno; kaszub. Lãbórg lub też Lãbórch; niem. Lauenburg in Pommern) – miasto w województwie pomorskim, siedziba powiatu lęborskiego.
Lębork uzyskał lokację miejską w 1341 roku. W latach 1975–1998 miasto administracyjnie należało do województwa słupskiego.
Lębork leży w pradolinie Redy-Łeby, nad Łebą i jej dopływem Okalicą, na północnym krańcu Puszczy Kaszubskiej, w bliskim sąsiedztwie Jeziora Lubowidzkiego na wschodzie, około 80 km na zachód od Gdańska. Lębork leży na północy Kaszub.
Ośrodek przemysłu elektromaszynowego, spożywczego, mineralnego (cegielnia Wienerberger) oraz lekkiego. Warte zobaczenia są mury miejskie wraz z wieżami, kościół pw. św. Jakuba, miejski ratusz, budynek sądu (dawny zamek krzyżacki) oraz muzeum.
Według danych GUS z 30 czerwca 2023 r., Lębork liczył 34 081 mieszkańców i był pod względem liczby ludności dwunastym miastem w województwie pomorskim.

## Geografia

### Położenie miasta

#### Administracyjne

Powiat lęborski w podziale na gminy

Lębork leży w północnej Polsce, w północnej części województwa pomorskiego, centralnej części powiatu lęborskiego. Miasto graniczy z dwiema gminami wiejskimi – od zachodu, północy, wschodu, a także częściowo od południa z gminą Nowa Wieś Lęborska oraz na niewielkim odcinku południowym z gminą Cewice.
W latach 1975–1998 miasto było częścią województwa słupskiego.

#### Fizycznogeograficzne
Zasadnicza część Lęborka leży w pradolinie Łeby i Redy. Mezoregion ten jest częścią Pobrzeża Koszalińskiego. Południowa część miasta leży na terenie Pojezierza Kaszubskiego. Miasto leży około 30 km od brzegu Morza Bałtyckiego.

## Geologia i geomorfologia
Grunty pod miastem są zbudowane głównie z piasków i żwirów. Lokalnie występują torfy i namuły. Miąższość utworów czwartorzędowych wynosi około 100 metrów. Bezpośrednio pod nimi znajdują się skały mioceńskie i kredowe. W dolinie rzecznej utwory holoceńskie mają miąższość kilkunastometrową.
Teren miasta ma typową rzeźbę młodoglacjalną zbudowaną z utworów czwartorzędowych ostatniego zlodowacenia. W pradolinie Łeby i Redy są widoczne trzy poziomy terasowe. Najniżej położona terasa jest budowana w sposób dynamiczny przez rzekę Łebę. Południowa część miasta, leżąca na terenie Pojezierza Kaszubskiego, znajduje się na wzgórzach morenowych (Wzgórza Lęborskie).
Najniżej położonym punktem miasta jest rzeka Łeba w pobliżu północnej granicy miasta (około 15 m n.p.m.). Natomiast najwyżej położone są szczyty Wzgórz Lęborskich (108,8 m n.p.m.).

## Gleby
Na terenie miasta występuje znaczne zróżnicowanie pokrywy glebowej. Dominują gleby: brunatne wyługowane, brunatne kwaśne, brunatne właściwe, czarne ziemie właściwe, czarne ziemie zdegradowane, glejowe. mułowo-torfowe, torfowe i torfowo-murszowe, muroszowo-mineralne, mady, bielicowe i rdzawe.
Gleby są przeważnie klasy IV (48,3% gruntów ornych). Gleby klas I i II nie występują.

## Demografia

### Zmiany związane z II wojną światową
Zakończenie II wojny światowej spowodowało znaczne zmiany w strukturze ludności. W pierwszych latach powojennych do Lęborka przybywała ludność z Polski centralnej oraz z Kresów Wschodnich. Od 1947 zaczęła przybywać ludność przesiedlana w wyniku akcji „Wisła”. Ze względu na znaczne ruchy ludności oraz braki danych określenie liczby mieszkańców miasta w latach 40. jest praktycznie niemożliwe.
Według szacunków w październiku 1945 było w mieście 4456 Polaków oraz 14 600 Niemców. W grudniu odpowiednio 5413 i 13580. Miejscowa ludność kaszubska była czasem zaliczana do Niemców czasem do Polaków, ze względu na brak znajomości literackiego języka polskiego oraz niemieckie nazwiska. Kolejnym problemem były też osoby, które podpisały Volkslistę. W tym przypadku ustalono, że osoby, które podpisały listę pierwszą są uznane bezwarunkowo za Niemców, osoby z listy drugiej tylko w wyjątkowych sytuacjach, natomiast osoby z list III i IV dostawały tymczasowo polskie obywatelstwo bez większych problemów. Ludność, która została uznana za Niemców, musiała opuścić miasto i udać się do Niemiec, chyba że jej obecność była niezbędna dla uruchomienia jakiegoś zakładu.
Spis ludności w 1946 wykazał, że liczba mieszkańców miasta wynosi 10 954 osoby, z czego 6839 to Polacy. Rok później były już tylko 82 osoby narodowości niemieckiej, w wykazie były też osoby innych narodowości (Litwini, Łotysze, Belgowie, Czesi, Austriacy). W 1947 w mieście mieszkało tylko 31 obcokrajowców (Niemców). W tym samym roku przybył pierwszy transport przesiedlanych Ukraińców. Ludność tę kwaterowano głównie na wsiach w powiecie lęborskim. W samym mieście zostało zakwaterowanych osiem ukraińskich rodzin.

### 1950–1989
W 1956 liczba ludności osiągnęła stan z 1939. W następnych latach liczba ludności systematycznie rosła ze względu na przybywanie głównie ludności młodej, która w ciągu kilku lat miała dzieci. W 1956 zaczęło działać Zrzeszenie Kaszubsko-Pomorskie, krzewiące kulturę kaszubską.
W latach 60. wzrost się ustabilizował. Sytuacja ta trwała do początku lat 90.

### Po 1989
W latach 90. wystąpiło zjawisko suburbanizacji, związane głównie z rozwojem transportu indywidualnego. W latach 90. zaczął intensywnie działać związek Ukraińców, który krzewił kulturę ukraińską.

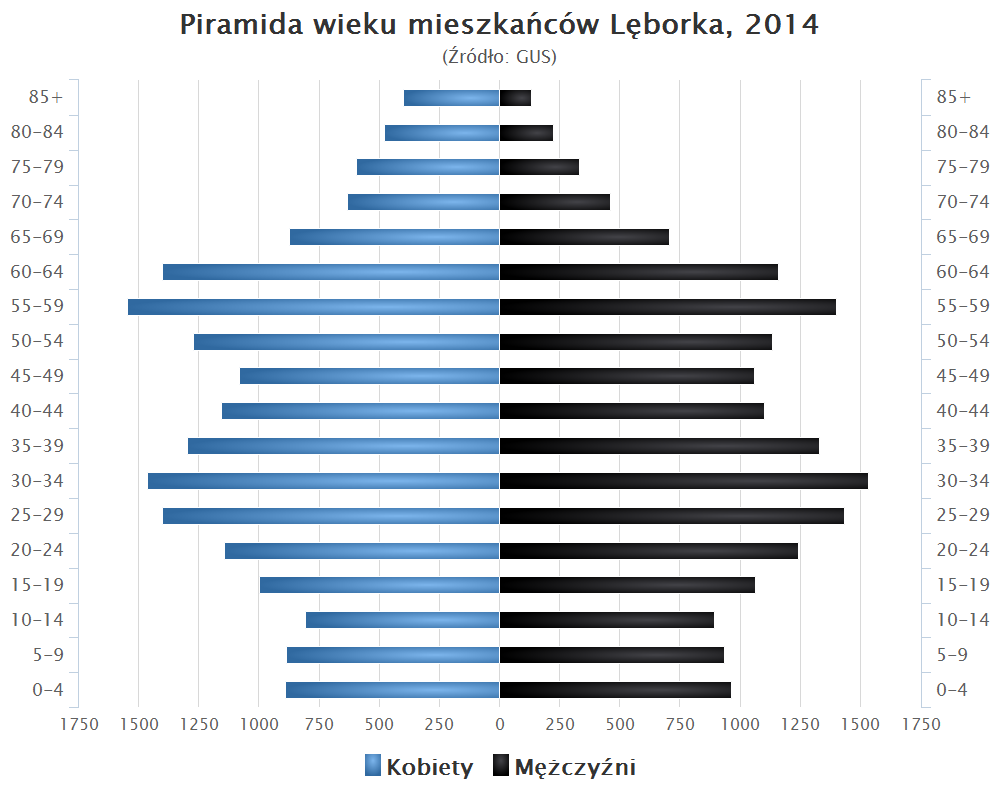
Piramida wieku mieszkańców Lęborka w 2014 roku

## Historia
Lębork początkowo należał do Polski, lecz jego położenie sprawiało, że przechodził niekiedy we władanie innych państw pomorskich (np. Księstwo Pomorskie) i niemieckich (np. Państwo Zakonu Krzyżackiego). Ostatecznie, po II wojnie światowej stał się miastem polskim.

### Prehistoria

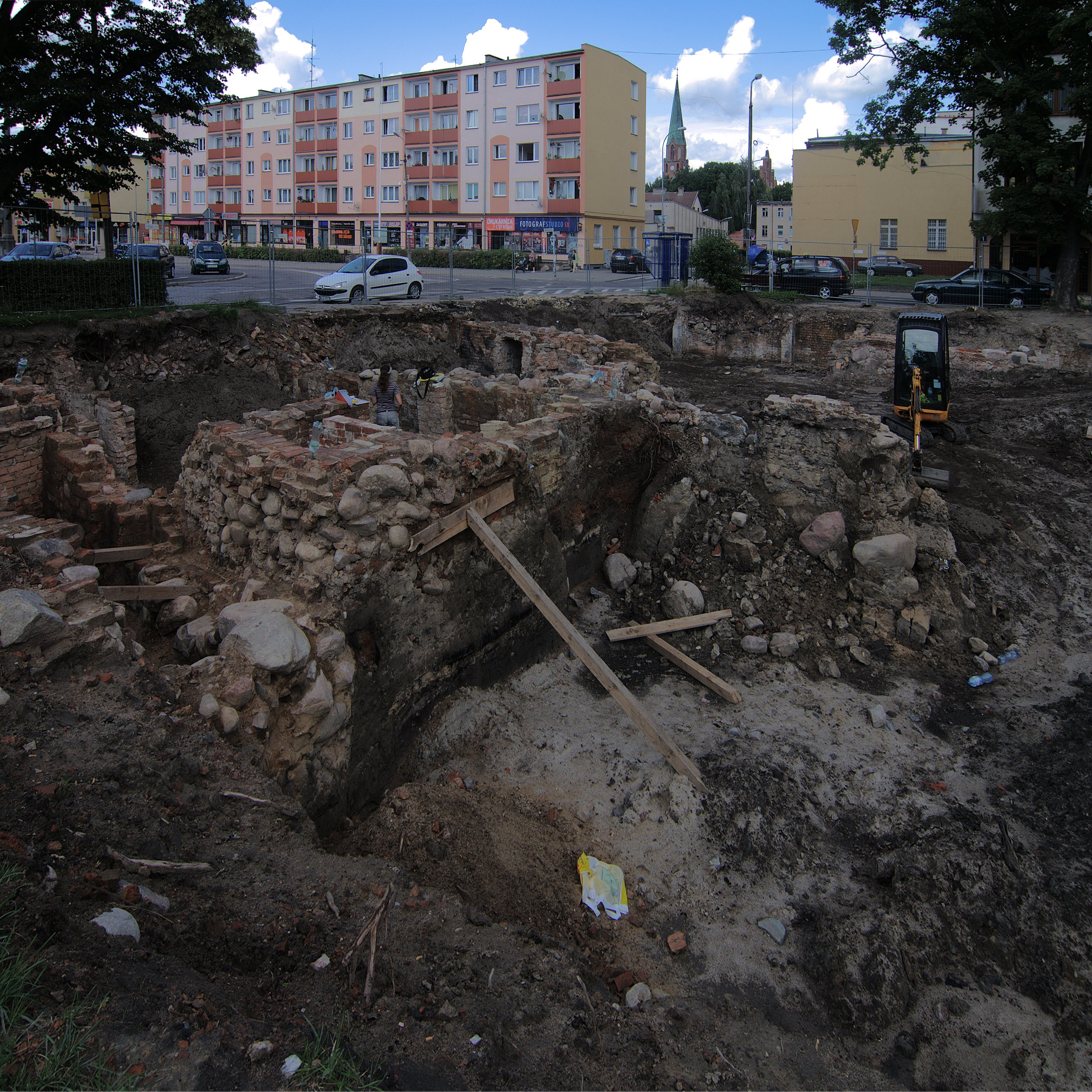
Prace archeologiczne w Lęborku

Pierwsze ślady bytności ludzi w okolicy Lęborka pochodzą z dziewiątego tysiąclecia p.n.e. Zachodnia część Pomorza Gdańskiego zasiedlona była późno ze względu na zlodowacenie oraz nieurodzajne gleby. Początkowo ludność zajmowała się polowaniami na renifery, przez co wędrowała za stadami. Najstarsze znaleziska na terenie ziemi lęborskiej pochodzą z mezolitu. Na ten okres datowane są charakterystyczne groty strzał znalezione w Lubowidzu. Wówczas ludność oprócz myślistwa i zbieractwa trudniła się również rybołówstwem. Ludność zaczęła produkować narzędzia oraz wyroby z bursztynu. Prawdopodobnie zamieszkiwała prowizoryczne obozowiska.
Neolit na Środkowym Pomorzu zaczął się później niż na ziemiach położonych bardziej na południe. W tym czasie ludność zaczęła prowadzić bardziej osiadły tryb życia. Rozwinęło się prymitywne rolnictwo. Z tego okresu pochodzą znalezione w okolicy Lęborka siekierki, fragmenty glinianych naczyń, a także sztylet kamienny.
Znaleziska z wczesnej epoki brązu są zdecydowanie rzadsze. Znalezione zostały berło oraz siekierka. W okresie środkowej i młodszej epoki brązu z terenów obecnego powiatu lęborskiego zaczął być eksportowany bursztyn. Rozpoczęły się pochówki ciałopalne. Zabytki kultur łużyckiej i pomorskiej są częste. Przeważnie są to kurhany oraz inne miejsca pochówku, a także pochodzące z nich ozdoby. Problemem są jednak niedokładne badania prowadzone u schyłku XIX w. Oprócz pochówków znalezione zostały również narzędzia oraz skarby, czyli cenne przedmioty ukryte przez ówczesnych właścicieli.

### Średniowiecze

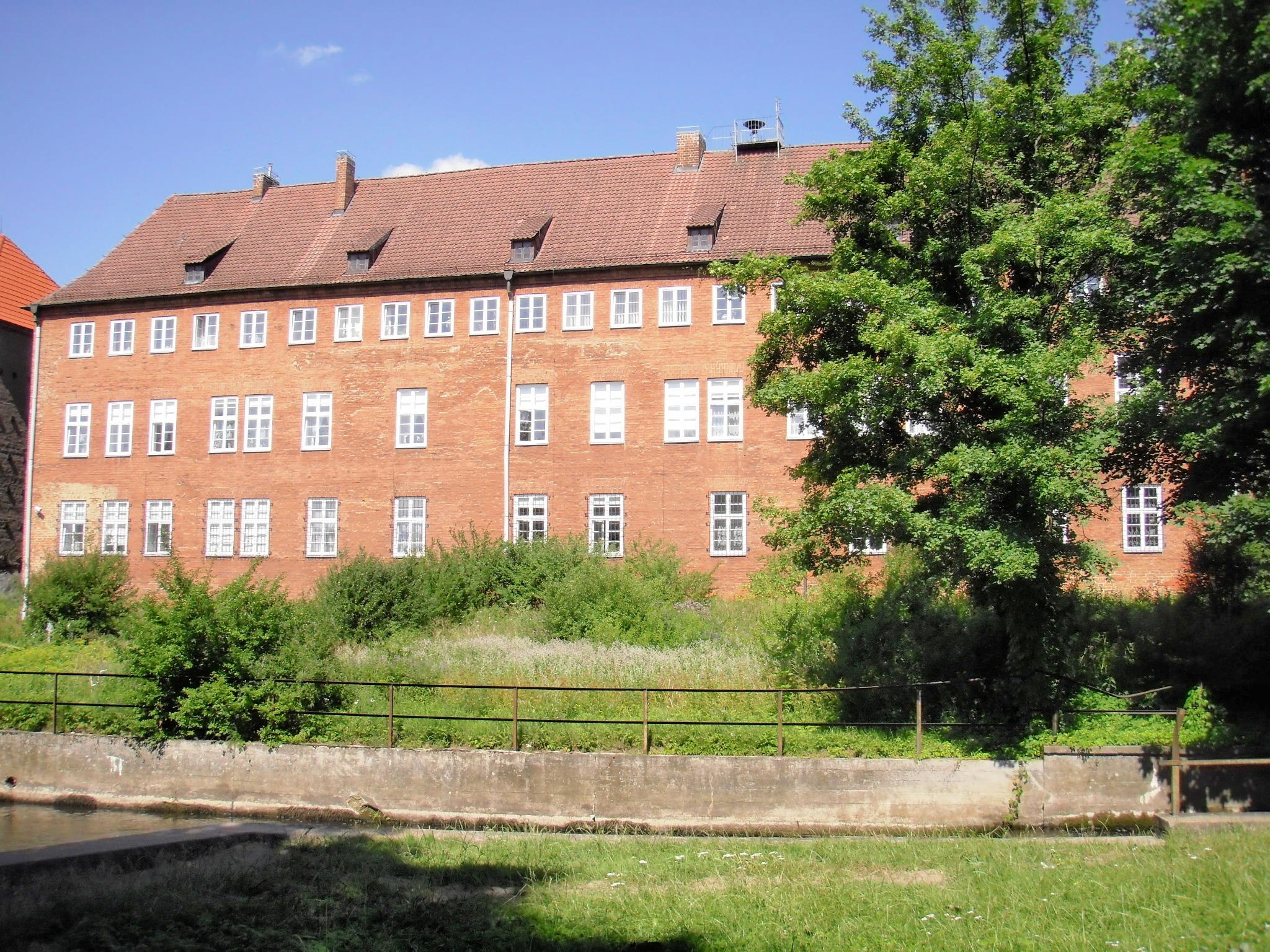
Zamek krzyżacki w Lęborku

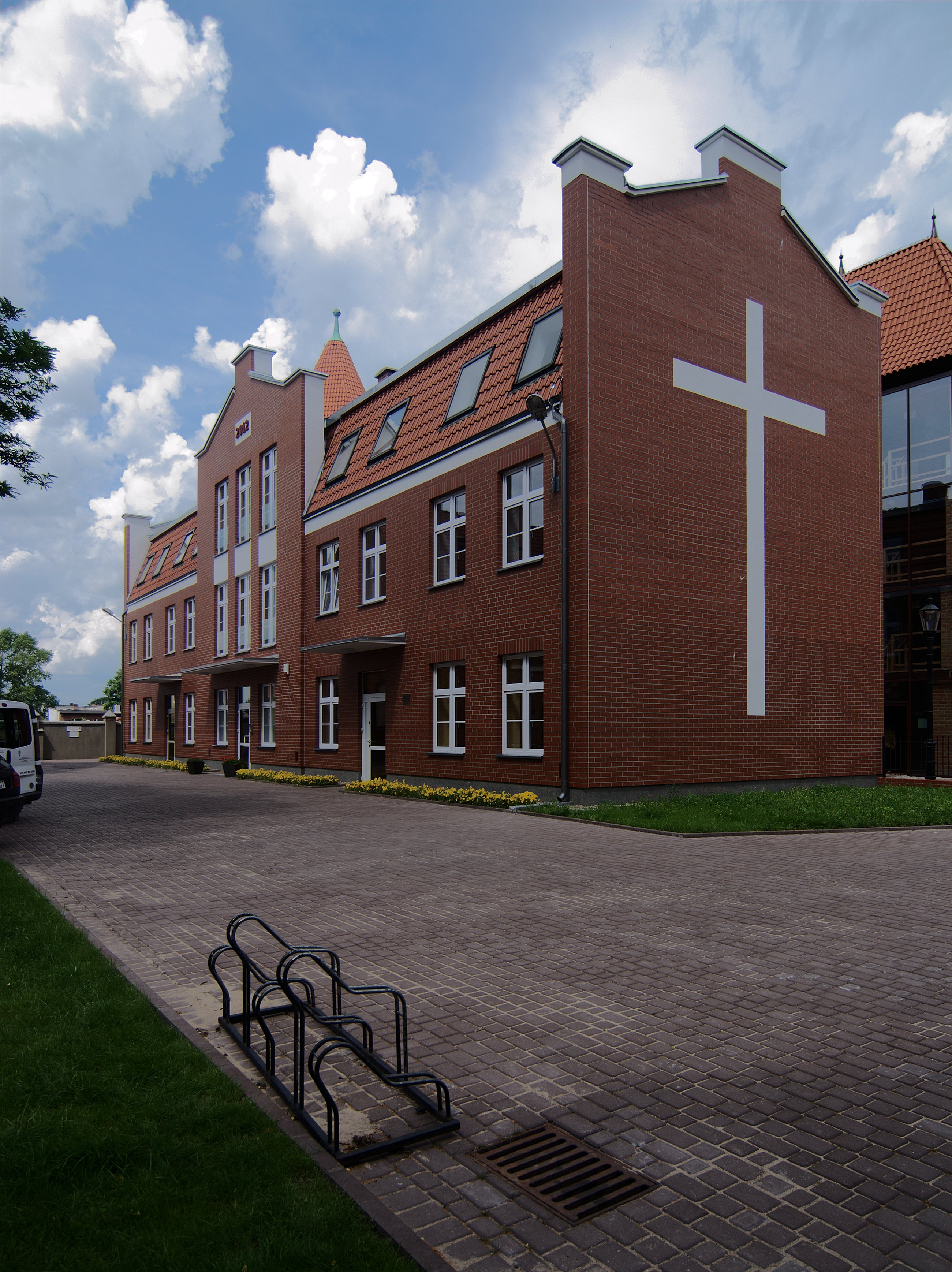
Dom pielgrzyma

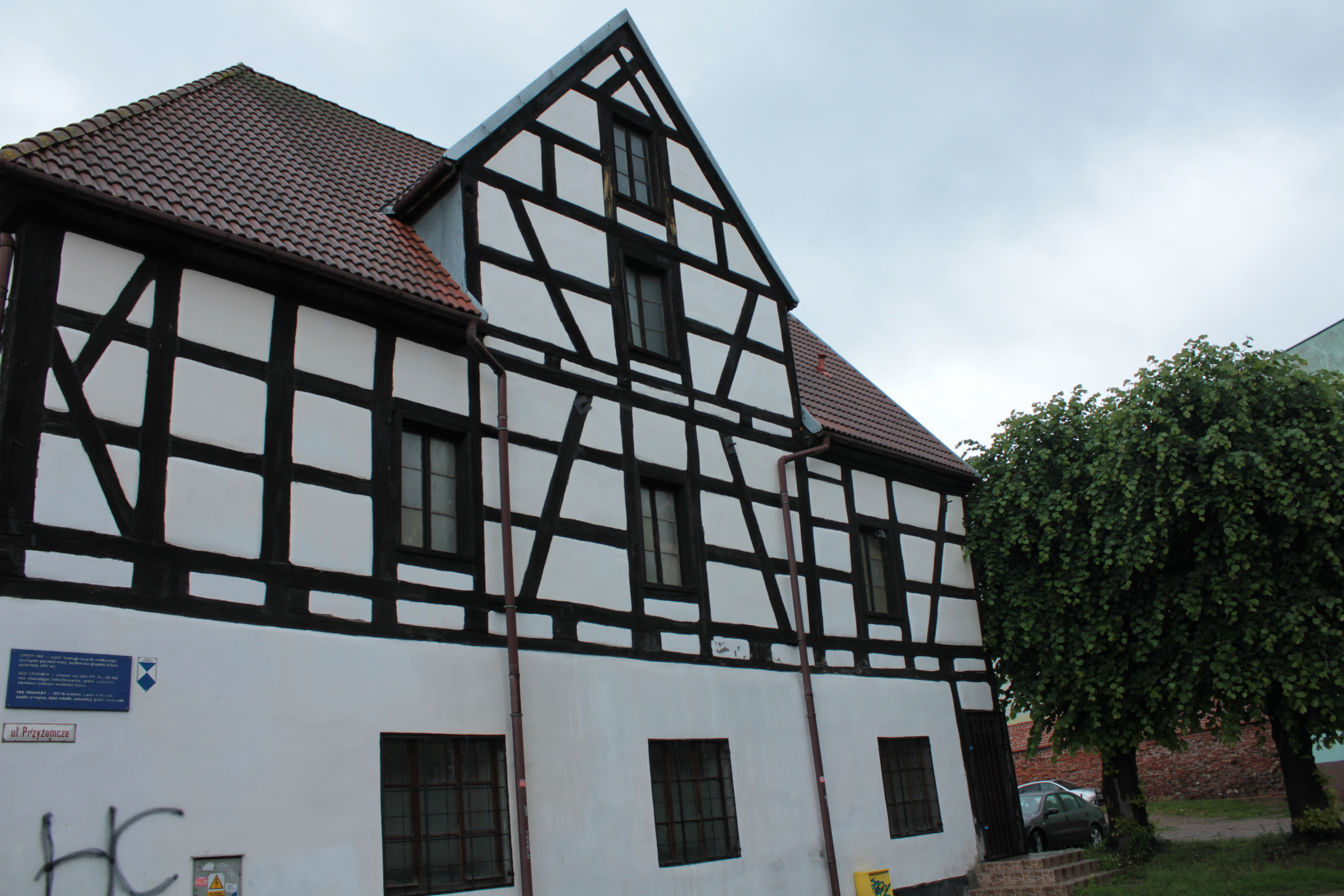
Spichlerz solny w Lęborku

Najstarszym ośrodkiem regionalnym Ziemi Lęborskiej była Białogarda. Lębork był wówczas słowiańską wsią położoną nad Łebą, noszącą nazwę Lewino i należącą do książąt Pomorza Gdańskiego. Osada ta znajdowała się prawdopodobnie albo w południowej części obecnego miasta albo na terenie Nowej Wsi Lęborskiej, w związku z tym są dwie wykluczające się hipotezy dotyczące powstania miasta. Miasto powstało w celu skrócenia szlaku handlowego z Gdańska na zachód. Założycielami miasta byli Krzyżacy. Około 1123 ziemia lęborska została schrystianizowana i należała do biskupstwa włocławskiego. W 1140 tereny te zostały włączone do biskupstwa kamieńskiego. Z badań archeologicznych wynika, że cmentarz przy kościele był użytkowany od 4. ćwierci XII wieku. Około 1338 Lębork posiadał proboszcza, który posiadał swoją ziemię w Nowej Wsi Lęborskiej. Prawdopodobnie parafia została przeniesiona stamtąd do nowego miasta. Świadczyć to może o tym, że pierwotnie miasto miało zostać założone na terenie Nowej Wsi. Wspominany dokument jest najstarszym dokumentem, w którym pojawia się wzmianka o Lęborku. 1 lub 6 stycznia 1341 nastąpiła lokacja Lęborka na prawie chełmińskim. W tym samym roku Lębork stał się stolicą prokuratorii, przekształconej później w wójtostwo. Zmiana rangi była prawdopodobnie związana z budową zamku. Krzyżacki wójt czuwał głównie nad bezpieczeństwem granicy z Księstwem Słupskim. W tym czasie nastąpił bardzo szybki rozwój Lęborka. W 1357 pojawia się pierwsza wzmianka o burmistrzu Lęborka. W 1363 zostały ukończone mury obronne.
W lipcu 1386 w Lęborku odbył się zjazd Wielkiego Mistrza Zakonu z książętami słupskimi. Obu stronom towarzyszyły poselstwa miast i rycerstwa.
Na przełomie XIV i XV w. znajdowały się w Lęborku tartak i garbarnia, które były napędzane siłą wody. W tym czasie w Lęborku zaczęły powstawać cechy. Na początku XV w. zaczęto używać Łeby do komunikacji, szczególnie do przewozu towarów.
W 1410 zamek lęborski poddał się polskim wojskom. Jednakże na skutek Pokoju w Toruniu 1 lutego 1411 Krzyżacy odzyskali Lębork. Lębork stał się bazą wypadową do ataków na zachód. 13 marca 1440 powstał Związek Pruski, który walczył z Zakonem. Po 1444 na terenie państwa krzyżackiego były wyraźne tendencje do oporu przeciw rządom krzyżackim. 20 lutego 1454 Lębork i jego okolice zostały zdobyte przez wojska gdańskie. Mieszczanie i rycerstwo z Kaszub upatrywało w Gdańsku obrońcę. Kazimierz Jagiellończyk nie chciał jednak oddać Gdańskowi Lęborka, z obawy przed możliwością zbyt mocnego rozwoju miasta. 6 marca 1454 tereny zostały inkorporowane przez polskiego króla. Ze względu na słabość wojsk polskich król musiał oddać w lenno Lębork i Bytów księciu zachodniopomorskiemu. Książę Eryk II, ze względu na niepokój wewnętrzny, a także na zagrożenie ze strony duńskiej oddał te ziemie Krzyżakom w październiku 1460. W lipcu 1466 książę jednak wykupił powierzone ziemie. W latach 1480, 1482, 1485 stany pruskie próbowały bezskutecznie odzyskać ziemię lęborsko-bytowską.

### Nowożytność
W 1526 książęta pomorscy przejęli lenno z ziemi lęborskiej. W tym czasie Lębork stał się węzłem handlowym, co powodowało rozwój miasta. W 1630 miasto przejęli Szwedzi, którzy mieli zamiar wzmocnić zamek w Lęborku. Od początku 1633 polska dyplomacja interesowała się ziemią lęborsko-bytowską. 10 marca 1637 bezpotomnie zmarł Bogusław XIV, co spowodowało przyłączenie lenna lęborsko-bytowskiego bezpośrednio do Korony. W marcu 1635 Jakub Wejher zajął Lębork. W 1641 ziemia ta została przyłączona do województwa pomorskiego jako jeden powiat ze stolicą w Lęborku. Przyłączenie do Polski spowodowało akcję przywracania katolicyzmu. Spowodowało to zubożenie miasta. Z drugiej strony mieszkańcy, szczególnie szlachta, cieszyli się większymi przywilejami.
W 1661 powiat lęborski został ponownie odłączony od Polski. Stał się wiecznym lennem branderbursko-pruskim. Jan III Sobieski miał zamiar odzyskać Lębork i Bytów, jednakże nie odniósł sukcesu. Lenno formalnie przestało istnieć w 1773, ze względu na pierwszy rozbiór Polski. Od 1737 r. do 1752 r. w Lęborku odbywały się polskie nabożeństwa kalwińskie.

### 1773–1920

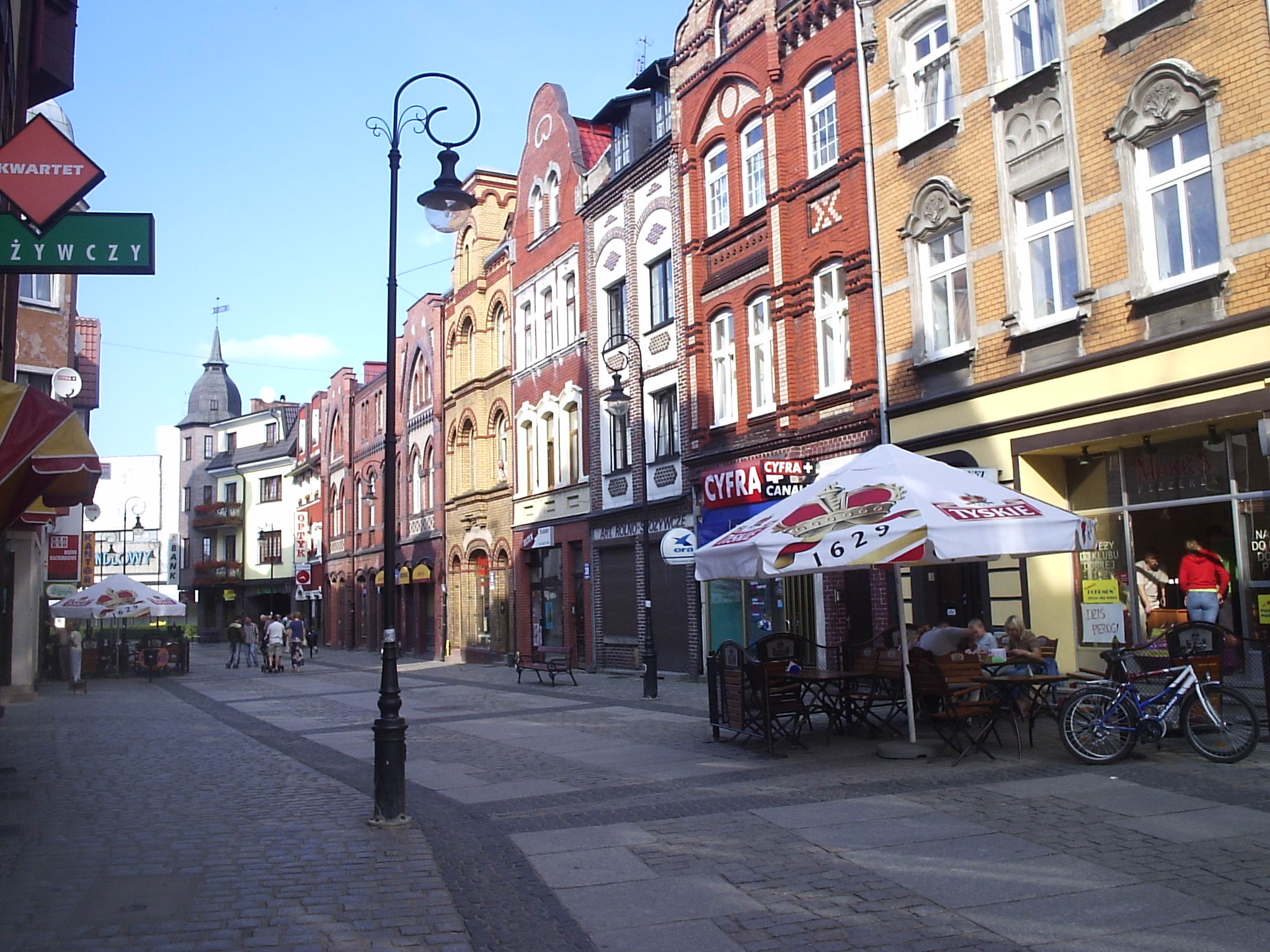
Ulica Staromiejska

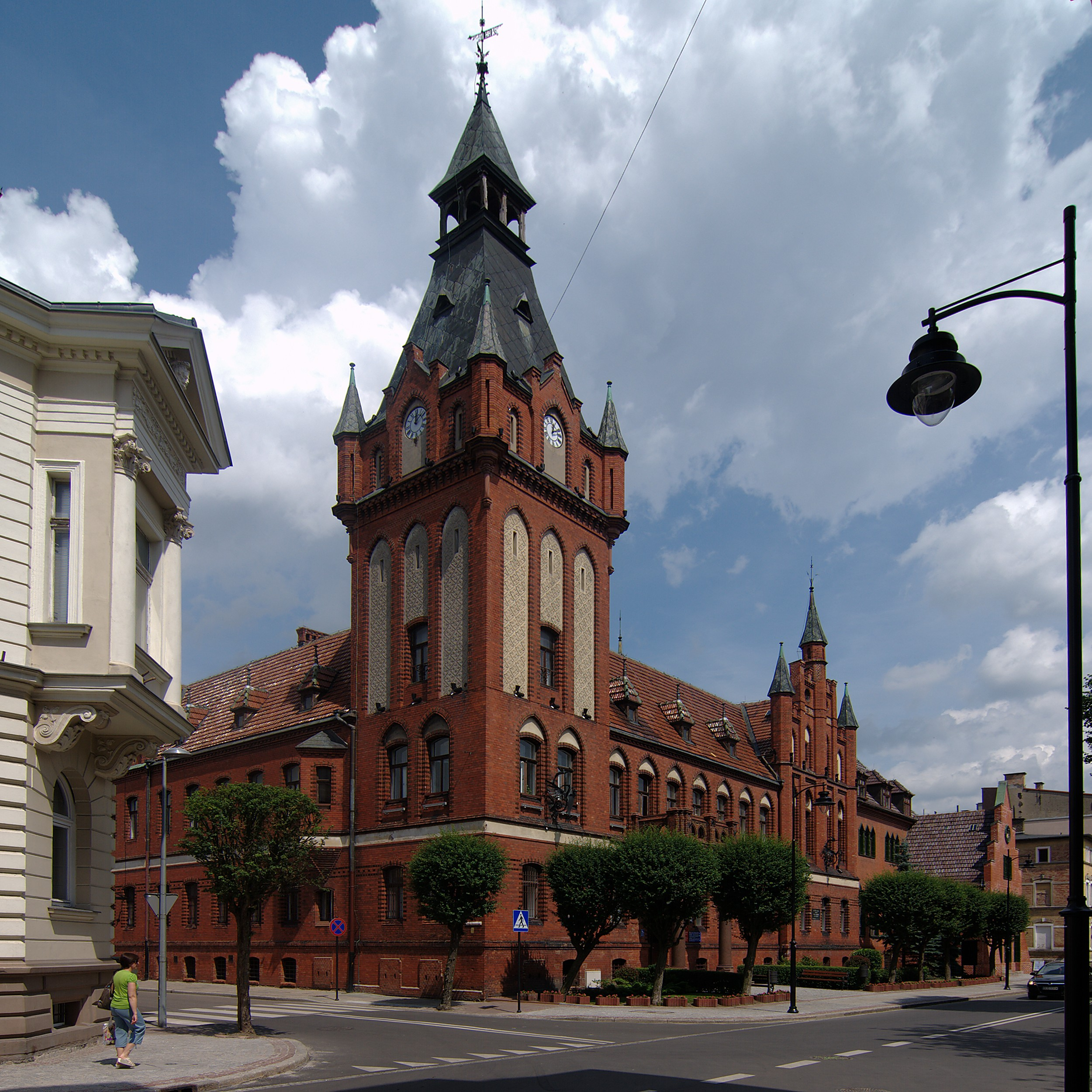
Neogotycki Ratusz w Lęborku

18 września 1773 dystrykt lęborsko-bytowski został przejęty przez państwo pruskie i wszedł w skład rejencji koszalińskiej. W 1846 nastąpił podział powiatu lęborsko-bytowskiego. Lęborski magistrat zaczął tracić kolejne prawa na rzecz władz centralnych. Pod koniec XIX w. Lębork stracił na rzecz Słupska sąd. Liczba ludności mimo fluktuacji ma tendencję wzrostową. Przyczyną tego stanu jest duży przyrost naturalny niwelowany okresowo poprzez straty wojenne oraz emigrację. W 1870 Lębork uzyskał połączenie kolejowe ze Słupskiem i Gdańskiem. W 1877 powstała miejska ochotnicza straż pożarna. W 1878 został założony pierwszy szpital w mieście.

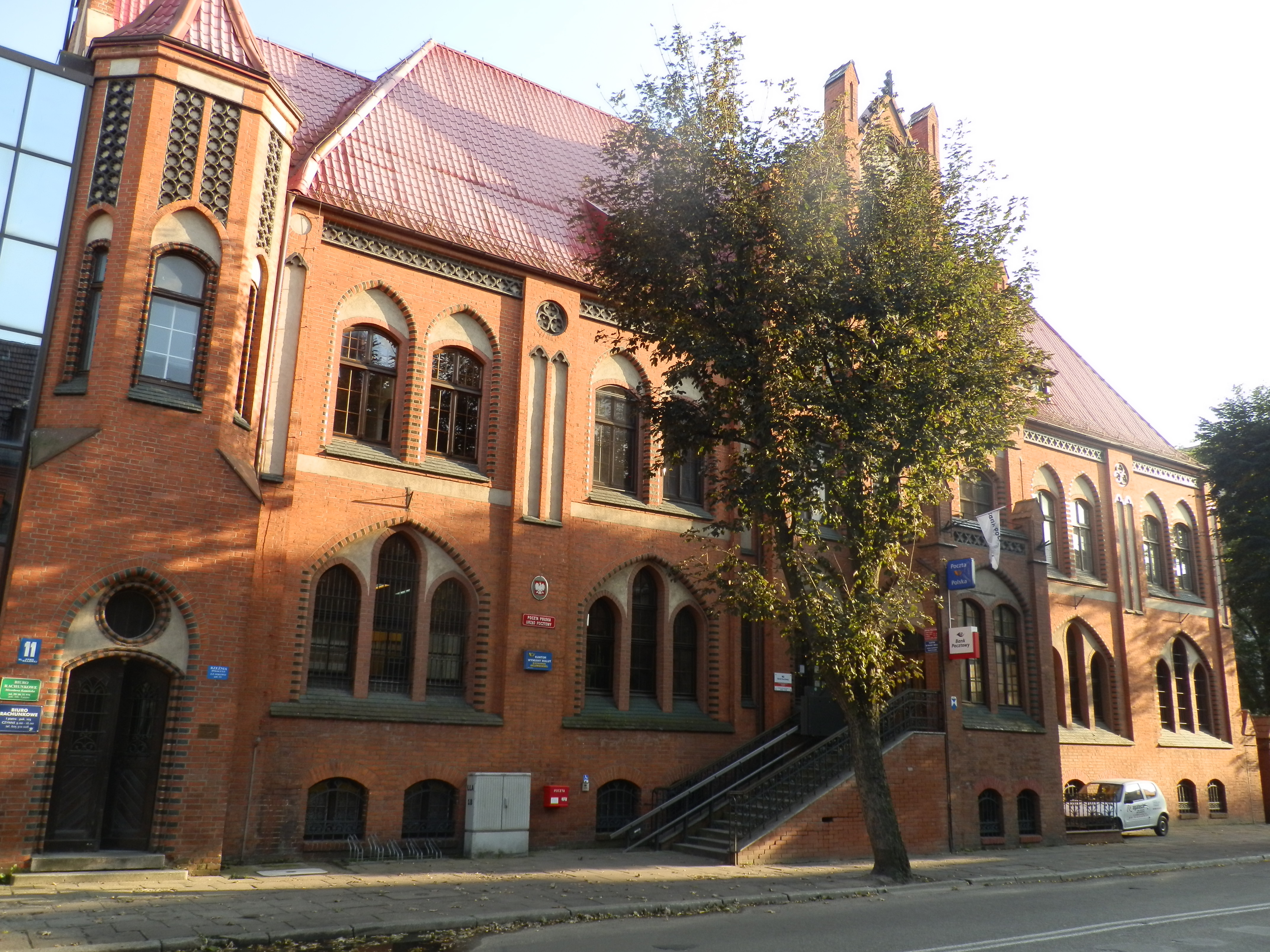
Budynek poczty z pocz. XX w.

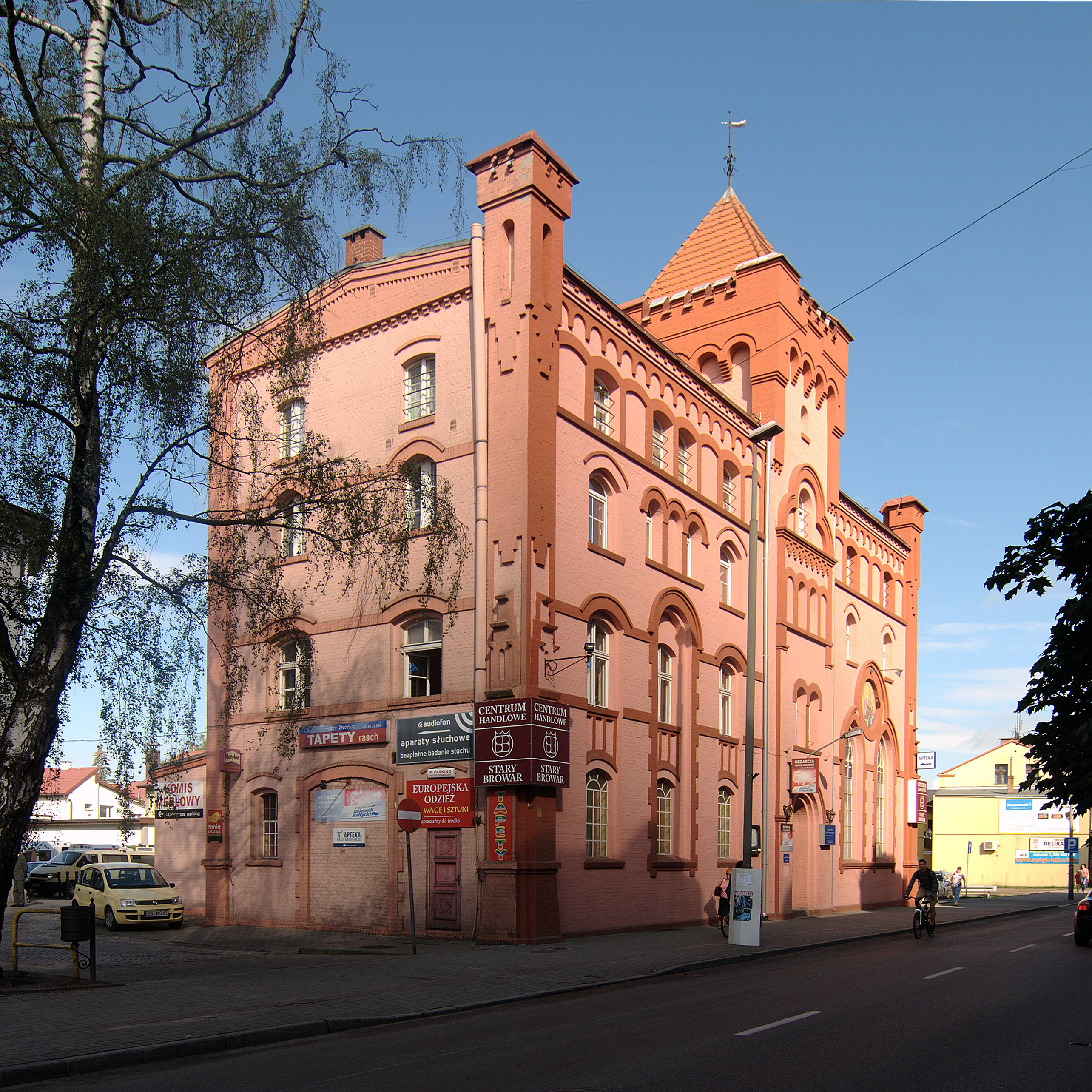
Stary Browar

W latach 1880–1910 nastąpił rozwój ponadpowiatowych instytucji w Lęborku W latach 1882–1884 został wybudowany nowy znacznie większy szpital, specjalizujący się w leczeniu gruźlicy, a w 1887 został zbudowany szpital psychiatryczny. W mieście rozwijały się przemysł oraz handel. W 1889 Lębork stał się węzłem kolejowym po oddaniu do użytku linii Lębork-Łeba, a sześć lat później przybyło połączenie z Kartuzami, co ostatecznie ukształtowało węzeł lęborski aż do likwidacji tych linii na początku lat 90. XX w. W 1900 w mieście powstał nowy ratusz. Do Lęborka zaczęła przybywać ludność niemiecka. Polacy i Kaszubi zostali spychani do wschodniej części powiatu. Na początku XX wieku odsetek ludności polsko- i kaszubskojęzycznej w powiecie się powiększał, głównie dzięki emigracji z powiatu wejherowskiego. W tym czasie rozwijał się ruch polski i kaszubski. Władze pruskie tłamsiły go jednak poprzez zwalnianie z pracy działaczy. Z pomocą przyszedł Kościół katolicki, w kościołach śpiewano polskie pieśni narodowe i nauczano języka polskiego. Polacy najbardziej aktywni byli po zakończeniu I wojny światowej. Po kapitulacji Rzeszy powstała Powiatowa Rada Ludowa, która zorganizowała wiec antyniemiecki. Wiec został przerwany przez policję a jego uczestnicy rozpędzeni. Sąd skazał polskich działaczy za zdradę na kilkumiesięczne więzienie, a potem na banicję.

### 1920–1945

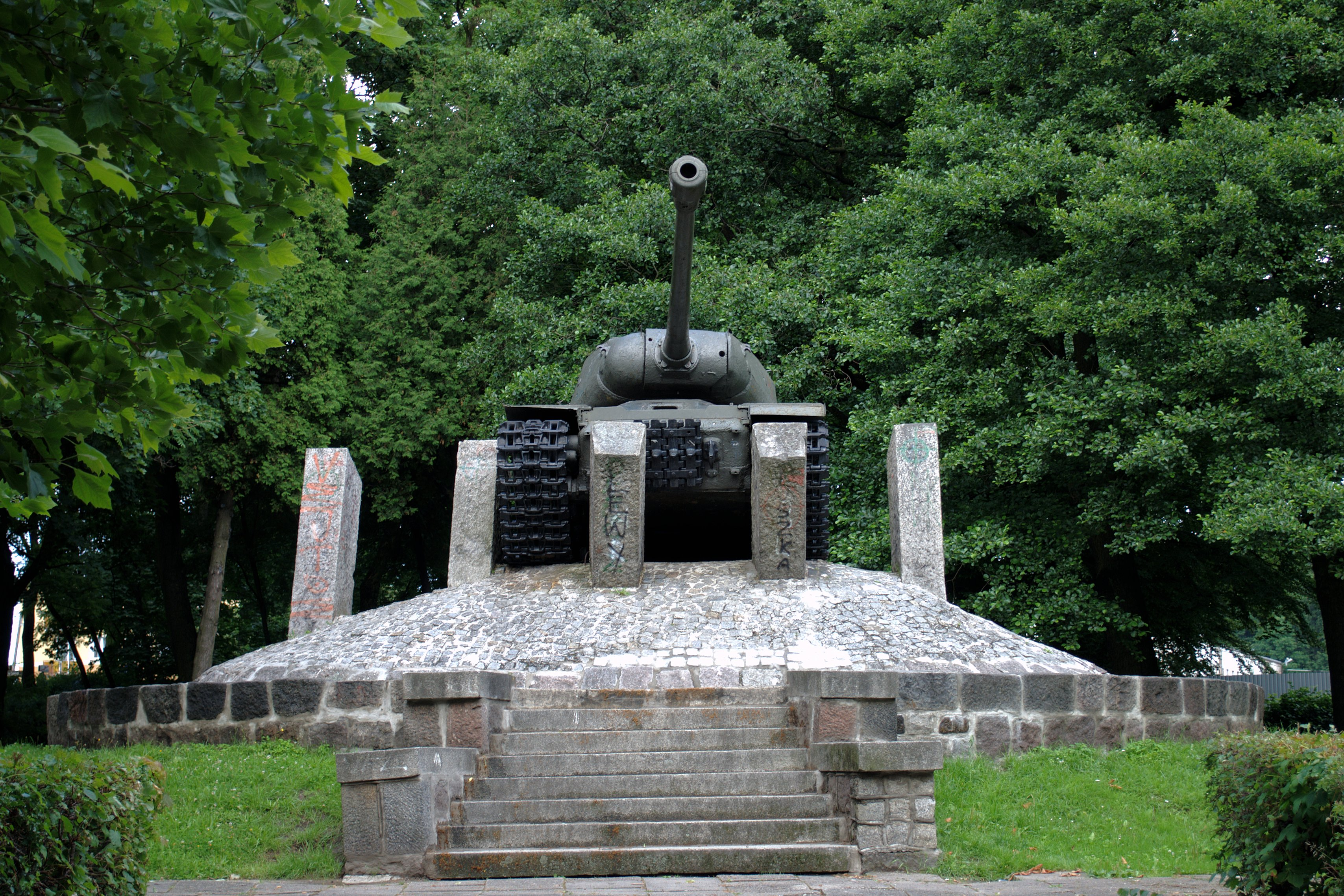
Czołg w Parku Chrobrego

W memoriale Dmowskiego z 1917 był postulat o przyłączeniu powiatu lęborskiego do Polski. Podobnie został sformułowany postulat Wilsona z 1918. Kolejne dokumenty postulowały również powrót do granicy z 1772. Postulaty te jednak nie zostały wzięte pod uwagę i przy ustalaniu granic na Pomorzu w 1920 powiat lęborski znalazł się w Niemczech, do Polski zostało przydzielone tylko Nadole. Podział ten był niezwykle korzystny dla Niemiec. Zmiana granic spowodowała napływ ludności niemieckiej z terenów przyznanych Polsce oraz odpływ ludności polskiej i kaszubskiej na teren województwa pomorskiego. Lębork został odcięty od bazy surowcowej oraz rynków zbytu, co spowodowało upadek wielu zakładów.
Wschodnia część Rzeszy była terenem, w którym nasiliły się ruchy robotnicze i komunistyczne. W 1919 przez Lębork przewinęła się fala strajków. Robotnicy domagali się głównie skrócenia czasu pracy. Działacze USPD domagali się wprowadzenia systemu komunistycznego wzorowanego na systemie radzieckim, a nawet bardziej radykalnego. Właściciele ziemscy zaczęli zatrudniać do ochrony weteranów wojennych, tworząc swoje prywatne armie. Działalność partii komunistycznych spowodowała wybuch 10-dniowej wojny domowej na terenie miasta. Stłumienie puczu spowodowało jednak wyraźne wzmocnienie Komunistycznej Partii Niemiec oraz przygotowania do kolejnych uderzeń robotników. Według relacji policji robotnicy mieli zaatakować ratusz, pocztę oraz bank. Lęborski Landrat starał się nawet o zwiększenie ochrony policyjnej, a także o wprowadzenie do miasta wojska. Jesienią 1920 sytuacja się uspokoiła. W społeczeństwie coraz większe poparcie mieli konserwatyści i narodowcy. Lata kryzysu spowodowały jednak zwiększenie popularności lewicy, w tym komunistów. Aktywność ta trwała do czasu zdobycia władzy przez Hitlera. Lokalna komórka partii nazistowskiej została założona w Lęborku dopiero 1 czerwca 1928. W 1932 NSDAP zdobyła większość w wyborach do sejmiku powiatu. Przejęcie władzy przez nazistów w Niemczech spowodowało brutalizację życia społecznego i aktywną politykę antypolską. Ulice zostały opanowane przez narodowosocjalistycznych bojówkarzy. W Lęborku powstała szkoła dla oficerów SS. Podczas Nocy Kryształowej zdemolowano synagogę oraz kilka żydowskich sklepów. Pod koniec 1938 ogłoszono, że w mieście nie ma już Żydów. Niepokoje społeczne oraz bieda spowodowały zmniejszenie liczby ludności zarówno w mieście, jak i w powiecie. Rządy nazistów, między innymi dzięki nakazowi pracy, spowodowały wzrost liczby mieszkańców. Sytuacja w przemyśle oraz rolnictwie nie poprawiła się w sposób znaczący do wybuchu wojny.
Wiosną i latem 1939 w Lęborku zaczęły się przygotowania do wojny. Prasa informowała o rzekomych antyniemieckich akcjach w Polsce, co miało usprawiedliwiać antypolskie akcje w powiecie lęborskim. Od drugiej dekady lipca 1939 wywiad polski stwierdził nasilony ruch wojsk niemieckich w mieście. Intensywnie wzmacniano fortyfikacje. 26 sierpnia powiat został uznany za teren operacji zbrojnych, co oznaczało przejęcie władzy cywilnej przez wojskowych. 1 września o 4:45 oddziały Wehrmachtu zaatakowały Polskę z terenu powiatu lęborskiego. We wrześniu rozpoczął się również terror wobec własnego społeczeństwa, które nie miało poglądów narodowosocjalistycznych, a także autochtonicznej ludności polskiej i kaszubskiej. Przez pewien czas Lębork stał się siedzibą Kwatery Głównej Hitlera. Ze względu na pobór do armii załogi niemieckich fabryk zostały uzupełnione przez jeńców oraz robotników przymusowych. W latach 1941–1945 zatrudniano w Szkole Młodszych Dowódców SS więźniów z obozu Stutthof.
W Piaśnicy zamordowano pacjentów lęborskiego szpitala psychiatrycznego.
Na terenie powiatu lęborskiego działali polscy partyzanci, którzy między innymi zabili obersturmführera SS za jego okrutny stosunek do polskich robotników przymusowych. Partyzanci zajęli również wartownię, gdzie zdobyli amunicję i broń.
Pod koniec wojny do Lęborka zaczęli masowo przybywać uciekinierzy z Prus Wschodnich, co spowodowało chaos w mieście. W celu zapobiegania dezercji w przegrywających wojskach niemieckich na ulicach Lęborka byli wieszani dezerterzy. Do Lęborka został skierowany marsz śmierci więźniów z obozu w Stutthof. 9 marca 1945 ze względu na zbliżającą się Armię Czerwoną władze powiatowe zaczęły uciekać na zachód. Wraz z nimi uciekali cywilni mieszkańcy miasta. Z 9 na 10 marca 101 Dywizja Strzelców Gwardii II Frontu Białoruskiego zajęła miasto po niewielkich walkach, tracąc 18 zabitych i 87 rannych. Ze względu na to, że Lębork był miastem po stronie niemieckiej, 13 marca duża część miasta została celowo spalona. Aby zatuszować przyczyny podpalenia miasta, została rozpowszechniona informacja na temat walk o Lębork, w którym bronili się Niemcy. Według oficjalnych wówczas informacji w walkach zginęło 3000 żołnierzy niemieckich i 700 radzieckich, a straty w zabudowie zostały spowodowane krwawymi walkami o każdy dom. Pierwsze dni po wkroczeniu wojsk radzieckich były ciężkie dla ludności cywilnej. Żołnierze szczególnie w nocy czuli się bezkarni, gdyż większość występków była tuszowana przez dowództwo średniego szczebla. Sowieci rabowali, gwałcili i niszczyli.

### 1945–1975
Obejmowanie ziem północnych i zachodnich przez polską administrację rozpoczęło się w marcu 1945. Powiat lęborski znalazł się tymczasowo w okręgu Pomorze Zachodnie. 10 kwietnia powstała władza cywilna w mieście i powiecie podporządkowana tymczasowo władzy wojskowej. 11 kwietnia przeprowadzono wybory na burmistrza. Pod koniec kwietnia w Lęborku zaczęła działać milicja obywatelska. Na początku maja do miasta przyjechała grupa operacyjna Ministerstwa Przemysłu, której zadaniem było uruchomienie najbardziej potrzebnych i najmniej zniszczonych zakładów przemysłowych. Największym problemem w odbudowie był brak energii elektrycznej z uwagi na uszkodzenie linii energetycznej ze Słupska. Działalność grup zakończyła się w sierpniu 1945.
7 lipca 1945 doszło do ustalenia podziału administracyjnego i powiat stał się częścią województwa gdańskiego. 10 lipca 1945 został otwarty szpital miejski.
2 sierpnia 1945 podjęto uchwałę o ustaleniu granicy zachodniej. W tym czasie zaczęły się wysiedlenia ludności niemieckiej oraz przesiedlenia ludności polskiej z kresów wschodnich i z dawnego Generalnego Gubernatorstwa. 31 stycznia 1949 ludność autochtoniczna stanowiła niecałe 11,48% mieszkańców miasta oraz nieco ponad 8,68% mieszkańców powiatu
16 sierpnia 1945 podpisano umowę polsko-radziecką, która regulowała status ziem odzyskanych. W listopadzie 1945 w Lęborku wykryto pierwszą w powojennej Polsce aferę finansową. Z kasy urzędu zniknęło 140 tysięcy złotych. Winnych nie udało się ustalić.
Do końca 1945 w Lęborku uruchomiono wszystkie niezbędne powiatowe instytucje, a także rozpoczęto odbudowę przemysłu. Pierwszym dużym zakładem uruchomionym w mieście były Lęborskie Zakłady Przemysłu Drzewnego.
W 1946 urzędnicy Wydziału Samorządowego Urzędu Wojewódzkiego Gdańskiego zaczęli w oficjalnej korespondencji używać nazwy Łebno. Na skutek protestu władz miejskich do zmiany nazwy nie doszło, a w maju 1946 zatwierdzono nazwę Lębork.
10 marca 1946 Powiatowa Rada Narodowa rozpoczęła działalność co zamknęło proces tworzenia polskiej administracji na terenie powiatu.
20 marca 1950 zlikwidowano w Polsce samorządy. Ich zadania oraz majątek przejęły Rady Narodowe podporządkowane rządowi. W tym samym roku upaństwowiono ostatnie zakłady prywatne.
W 1953 spłonęła fabryka walizek.
W 1954 dokonano korekt granic powiatu lęborskiego.
W 1956 liczba ludności Lęborka przekroczyła liczbę ludności miasta w 1939.
W 1958 miasto zakończyło odbudowę i zaczęło budowę nowych osiedli. Tempo budowy jednak było niższe niż wzrost liczby ludności. Dużym problemem był bałagan w strukturze Miejskiego Zakładu Gospodarki Komunalnej i Mieszkaniowej.
Z okazji obchodów 1000-lecia państwa polskiego w 1966 w Lęborku otwarto muzeum i bibliotekę miejską.
Na początku lat 70. nastąpił intensywny rozwój przemysłu w Lęborku oraz nastąpiły zmiany w jego strukturze. Dodatkowo w mieście rozwinął się sektor usługowy zajmujący się przemysłem. Rozwinął się przemysł ciężki oraz materiałów budowlanych, szczególnie produkcja cegieł. W połowie lat 70. w mieście zostały uruchomione zakłady ZWAR, produkujące aparaturę wysokiego napięcia. Zakład ten eksportował za granicę znaczną część swojej produkcji.
W 1974 w mieście uruchomiono komunikację miejską. Uruchomiono dwie linie, które były obsługiwane przez 8 autobusów. W lutym 1975 uruchomiono trzecią linię. Na koniec 1975 Lęborski Zakład Komunikacji Miejskiej dysponował 13 autobusami.

### 1975–1990

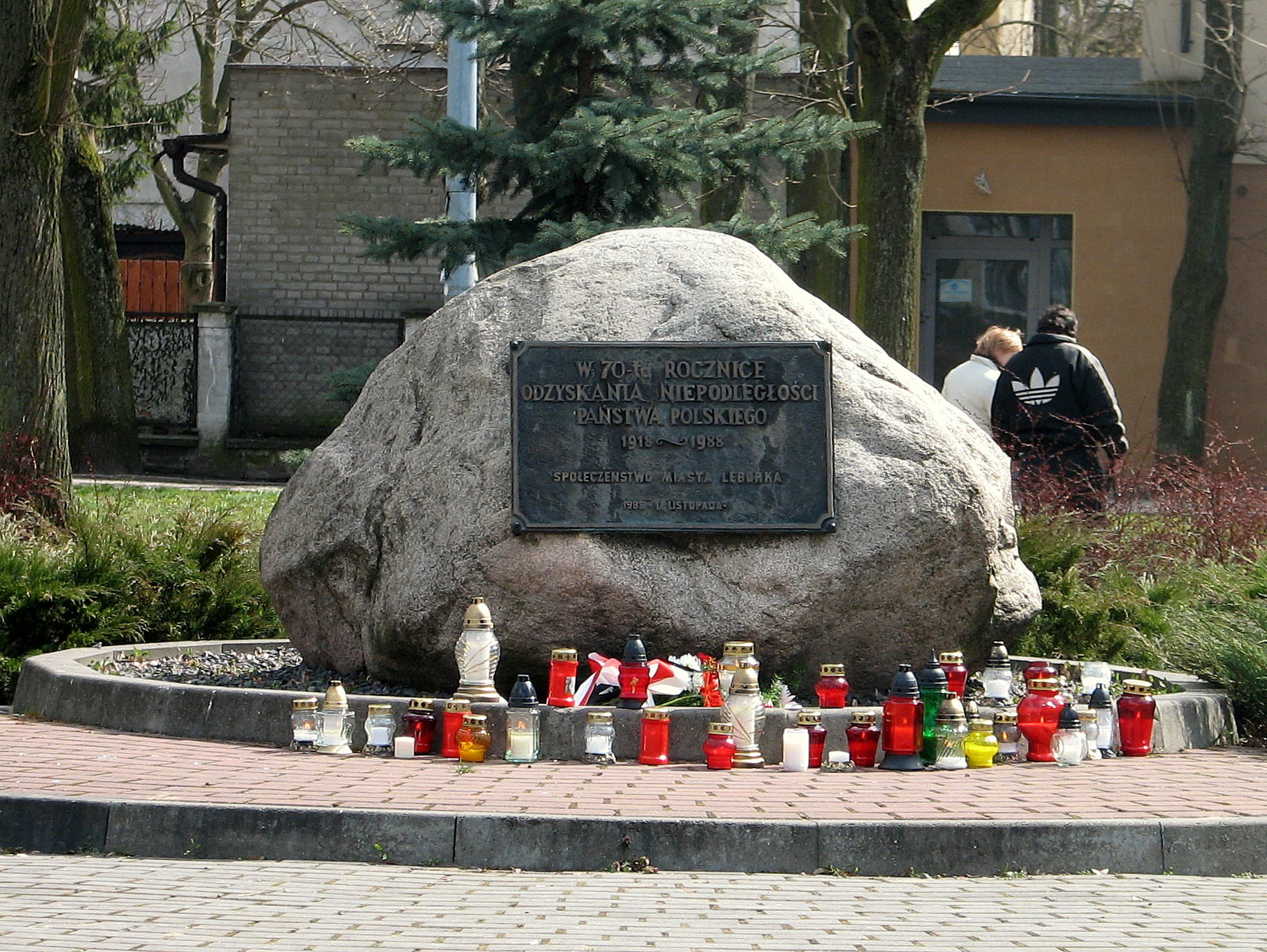
Głaz umiejscowiony w 1988 na pamiątkę 70. rocznicy odzyskania przez Polskę niepodległości

W 1975 na skutek reformy administracyjnej Lębork przestał być miastem powiatowym. Teren powiatu został przyłączony do województwa słupskiego. Zmiana ta nie podobała się mieszkańcom Lęborka, którzy byli bardziej związani z Gdańskiem niż Słupskiem.
W 1975 w Lęborku oddano do użytku nowy szpital, do którego przeniesiono oddziały umiejscowione w różnych częściach miasta.
Pod koniec lat 70. XX w. w mieście rozwinęła się turystyka, która wcześniej występowała praktycznie tylko w Łebie. Wymusiło to rozwój usług dla ludności. W 1978 władze miejskie podjęły się ambitnego zadania upiększenia miasta. Hasłem akcji było „Lębork do 1980 roku najpiękniejszym miastem województwa słupskiego”. W ramach realizacji tego planu przebudowano ulicę I Armii Wojska Polskiego. Zabudowano plac po byłej stacji paliw CPN. Zbudowano kładkę nad torami. Zmodernizowano drogę do Łeby.
W 1980 reforma administracyjna wprowadziła rejony, które były odpowiednikiem powiatów. Lębork został stolicą rejonu. Przez pierwsze lata urząd rejonowy mieścił się w dawnej komendzie Milicji Obywatelskiej. W 1993 został przeniesiony do starej siedziby urzędu miasta.
Sierpień 1980 w Lęborku został przyjęty z mieszanymi uczuciami. Z jednej strony władze lokalne były postrzegane z reguły dobrze, głównie dzięki inwestycjom w budownictwo mieszkaniowe, z drugiej jednak krytycznie patrzono na władze centralne. Pierwsze strajki w Lęborku zaczęły się 18 sierpnia. Najdłużej trwały w PKS i ZREMB.
Stan wojenny spowodował wkroczenie wojska do zakładów przemysłowych. Wojsko usuwało nieprzychylnych kierowników zakładów, co powodowało problemy w działalności bieżącej. W listopadzie 1982 cieszący się poparciem społecznym naczelnik miasta Wacław Kupper został wiceministrem oświaty.
W marcu 1983 w Lęborku powstały lokalne struktury PRON.
W 1985 zostały zorganizowane uroczystości 700-lecia miasta. W ramach tego zostały zorganizowane liczne imprezy miejskie. Dodatkowo klub tenisa stołowego LKS Pogoń Lębork zadebiutował w I lidze.
10 marca 1989 został zatwierdzony oficjalny herb miasta, który zastąpił dotychczas stosowane herby nieoficjalne.
W 1989 zatwierdzono plany budowy osiedla Wschód na terenach po byłym lotnisku oraz przyległych. Zgodnie z planem osiedle miało powstać w latach 1991-2000.

### Po 1990
8 marca 1990 po prawie 40 latach przywrócono w Polsce samorządy. Pierwsze od 1950 wybory samorządowe odbyły się 26 maja 1990. Początkowo nowo wybrane władze miejskie nie radziły sobie z nowymi obowiązkami. Przez 2 tygodnie w 1991 Lębork był bez burmistrza i jego zastępcy. Stan ten zakończył się 7 października ponownym wyborem odwołanego wcześniej burmistrza.
27 czerwca 1990 do Lęborka przyjechał jak się okazało przyszły prezydent Polski – Lech Wałęsa. Spotkanie z mieszkańcami miasta odbyło się w ramach kampanii prezydenckiej.
Pracę nad nową reformą administracyjną rozpoczęły się już w 1993. Lębork postulował o przyłączenie do województwa ze stolicą w Gdańsku, kategorycznie odrzucając przynależność do środkowopomorskiego. Podobnego zdania byli włodarze innych gmin przyszłego powiatu lęborskiego. We wrześniu 1998 ustalono granice powiatów i województw. Lębork od 1 stycznia 1999 był miastem powiatowym w województwie pomorskim ze stolicą w Gdańsku. W 2001 były próby zmiany granic powiatu. Radni powiatowi chcieli przejąć gminy Łęczyce i Choczewo z powiatu wejherowskiego. Ostatecznie do żadnych zmian nie doszło.
Znacznym problemem dla mieszkańców była transformacja ustrojowa i wiążące się z nią upadki i likwidacje wielu przedsiębiorstw państwowych np. przejęty przez koncern ABB zakład ZWAR w Lęborku został zlikwidowany. Władze miejskie zaczęły jednak intensywnie zabiegać o inwestorów. W listopadzie 1993 zaczęła się budowa nowoczesnego zakładu zajmującego się produkcją frytek. Holenderski właściciel zainwestował w Lęborku kwotę około 9 razy większą niż wynosił wówczas budżet miasta. 9 czerwca 1995 na uroczystość otwarcia przybył Ambasador Holandii w Warszawie. Oprócz tego władze lęborskie znalazły inwestora dla Ceramiki, którą przejęło austriackie przedsiębiorstwo Wienerberger Ziegelindustrie AG.
Władze miejskie starały się w 1999 zorganizować Przystanek Woodstock na lotnisku w Lubowidzu. Ze względu na protesty opozycyjnej AWS wydarzenie się nie odbyło w Lęborku.
We wrześniu 2001 burmistrzowie Lęborka, Lauenburga, Dudelange oraz Manom podpisali umowę o współpracy kulturowej, gospodarczej, społecznej i oświatowej.

## Zabytki Lęborka

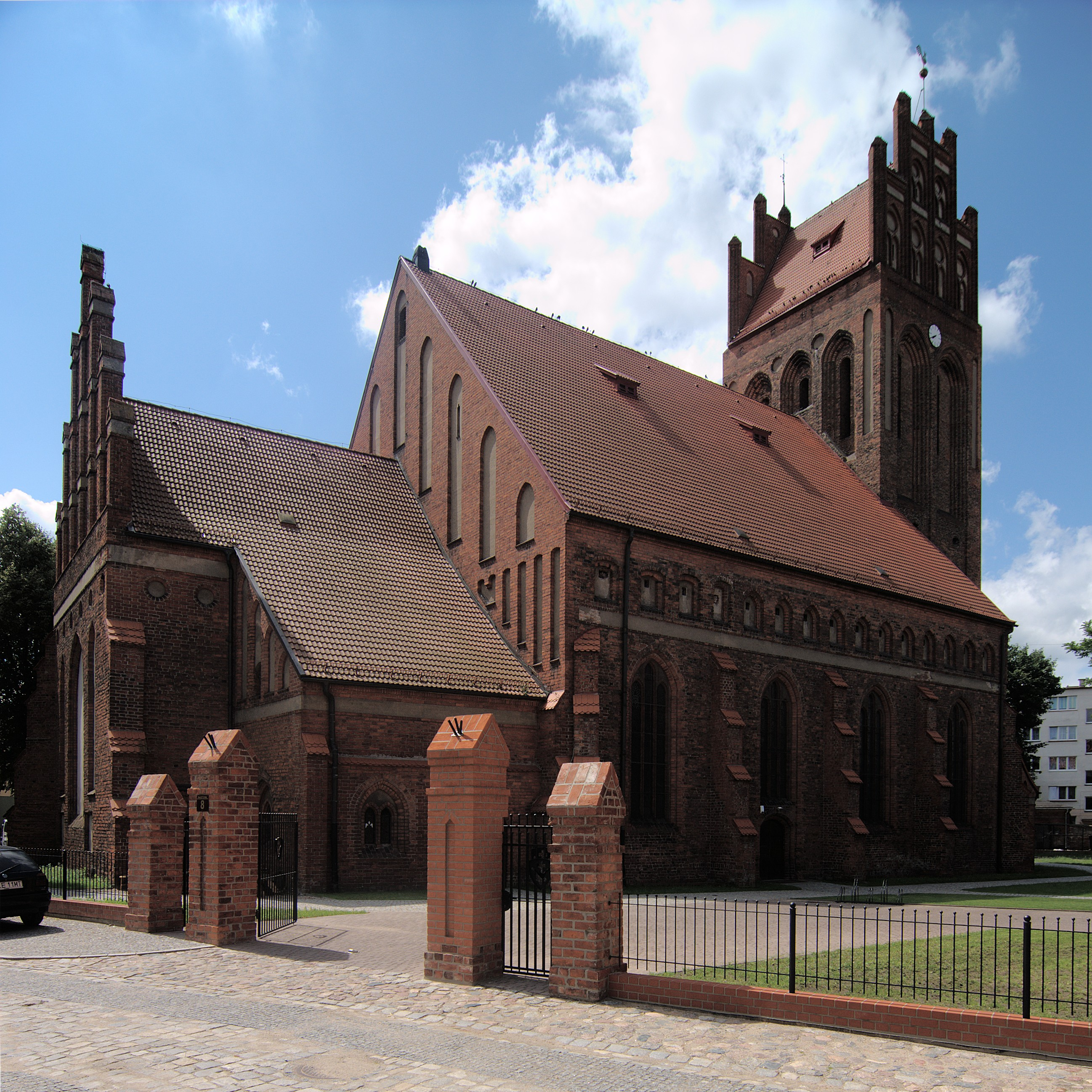
Kościół św. Jakuba

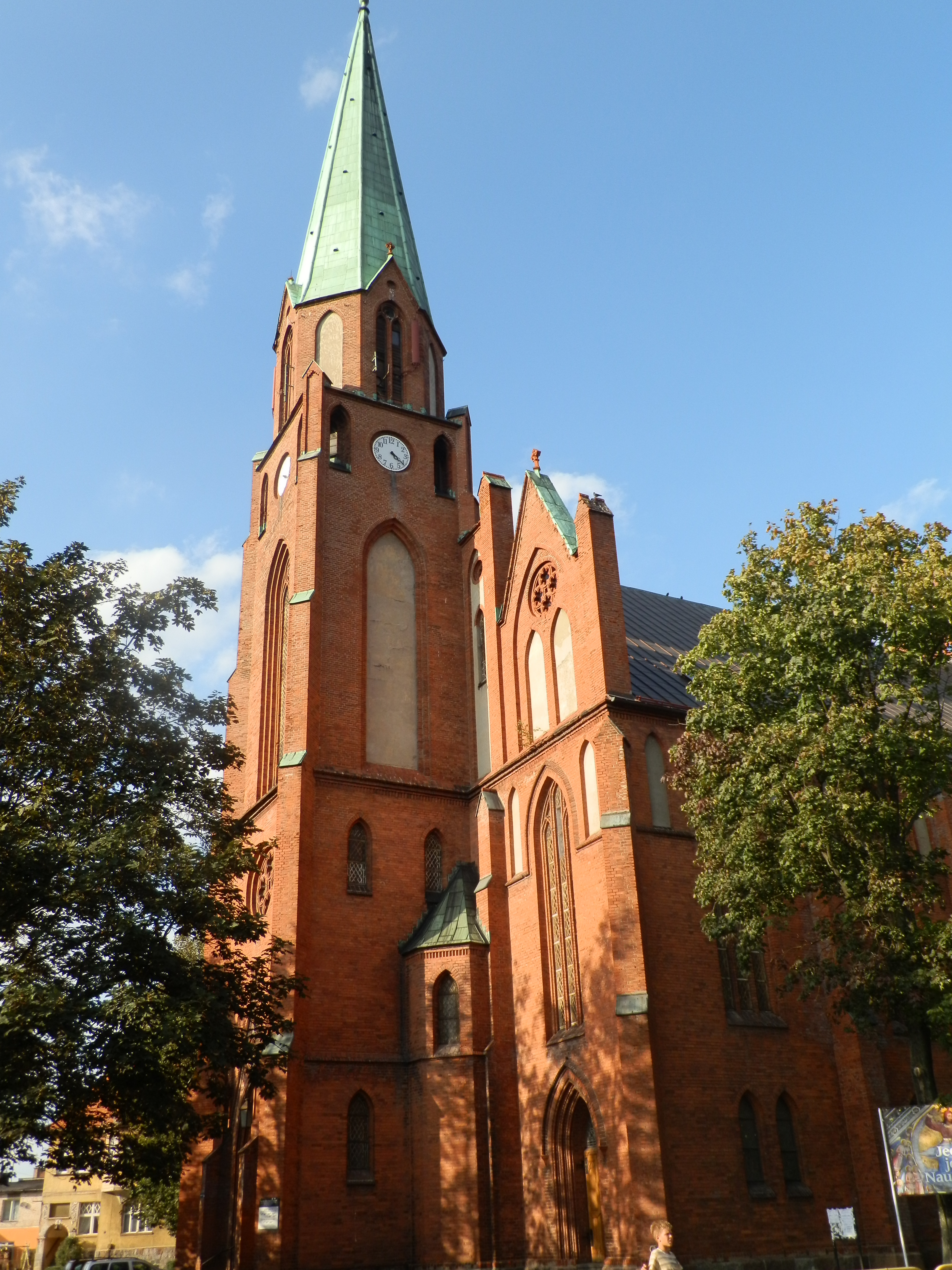
Poewangelicki kościół parafialny pw. NMP Królowej Polski

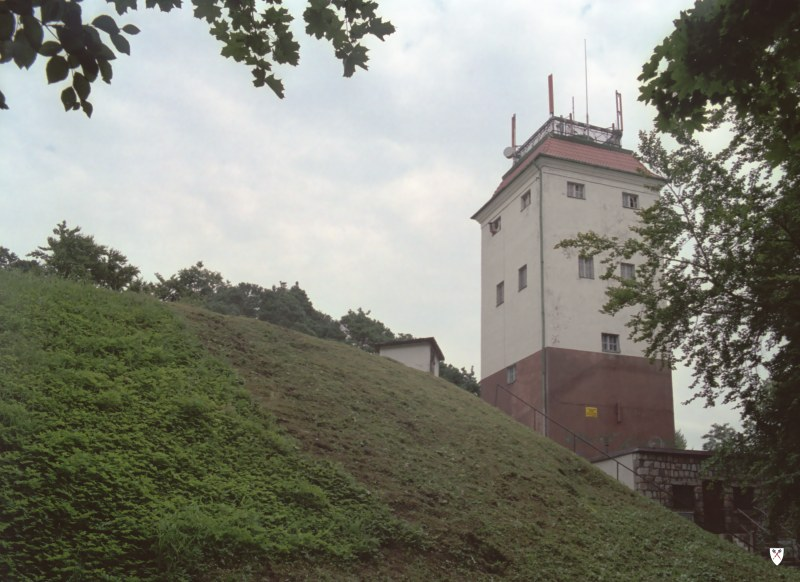
Wieża ciśnień

Pomimo że Lębork został zniszczony po zajęciu miasta przez Armię Czerwoną w 1945, część zabytków ocalała lub została odbudowana.
Na liście Narodowego Instytutu Dziedzictwa znajduje się 16 obiektów znajdujących się w mieście:
- obszar Starego Miasta, XIII
- kościół par. pw. św. Jakuba, XV, XVII, 1907-10
- kościół ewangelicki, ob. rzym.-kat. pw. NMP Królowej Polski, 1866-70
- ewangelicka kaplica cmentarna, 1870
- ratusz, 1890–1900
- dom, kon. XIX
- poczta, 1905
- dom, 1900
- dom, ob. przychodnia rejonowa, pocz. XX
- dom, kon. XIX, 1918
- bank, 1928
- zespół starostwa, 1914
- szkoła, 1928
- spichrz, kon. XIX
- kamienica, 1910
- spichlerz solny, ob. zbór zielonoświątkowców, XVII, XX

W Wojewódzkiej Ewidencji Zabytków znajduje się 120 obiektów, z czego 101 to różnego rodzaju budynki mieszkalne. Oprócz nich w ewidencji znajdują się:
- Cztery obiekty znajdujące się w zespole stacji kolejowej
- Trzy szkoły (przy ulicach: I Armii Wojska Polskiego, Marcinkowskiego i Kossaka)
- Dwa budynki szpitalne
- Wieża ciśnień
- Zespół koszarowy
- Bożnica
- Cegielnia
- Roszarnia lnu
- Łaźnia miejska
- Dom pomocy społecznej
- Browar
- Plebania

## Gospodarka

### Rolnictwo, leśnictwo, rybołówstwo
Okolice miasta to głównie tereny rolnicze, na których dominuje uprawa zbóż i ziemniaków. W samym mieście, mimo że użytki rolnicze zajmują 31% powierzchni miasta to stanowią marginalną część gospodarki. Lasy i grunty leśne zajmują 19% powierzchni. Uprawy w mieście nie odbiegają znacząco od upraw w powiecie lęborskim.

### Przemysł, budownictwo i górnictwo

#### Przemysł
Po drugiej wojnie światowej w Lęborku rozwinęły się głównie przemysł spożywczy związany z rolnictwem oraz Lęborskie Zakłady Przemysłu Drzewnego. Pozostałe gałęzie przemysłu, składające się przeważnie z małych fabryk oraz manufaktur zaczęły powstawać w latach 50. XX w. Lęborskie Zakłady Przemysłu Drzewnego produkowały głównie beczki, ale również meble.
Na początku lat 70. XX w. nastąpił intensywny rozwój przemysłu w Lęborku oraz dokonały się zmiany w strukturze przemysłu. Dodatkowo w mieście rozwinął się sektor usług powiązany z przemysłem. Rozwinął się przemysł ciężki oraz materiałów budowlanych, szczególnie produkcja cegieł. W połowie lat 70. XX w. w mieście został uruchomiony oddział ZWAR, produkujący aparaturę wysokiego napięcia, eksportował znaczną część swojej produkcji. Następcą produkującym taki sprzęt jest ZWAE.
W Lęborku zaczęto produkcję butów w filii słupskiej fabryki butów Alka, a także wagi i proste maszyny rolnicze.
Kolejne zmiany w strukturze przemysłu nastąpiły w latach 90. XX w., kiedy to przejście z gospodarki planowej na wolnorynkową spowodowało upadek części przedsiębiorstw. Z drugiej strony w 1990 powstał Profarm produkujący leki, a w latach 1993–1995 powstała fabryka produkująca frytki. Wkrótce Farm Frites został największym pracodawcą w mieście.
Na przełomie XX i XXI w. nastąpił największy kryzys w lęborskim przemyśle. Ze względu na likwidację ZWAR, przejętego przez ABB, bezrobocie w mieście przekroczyło 30%.

#### Budownictwo

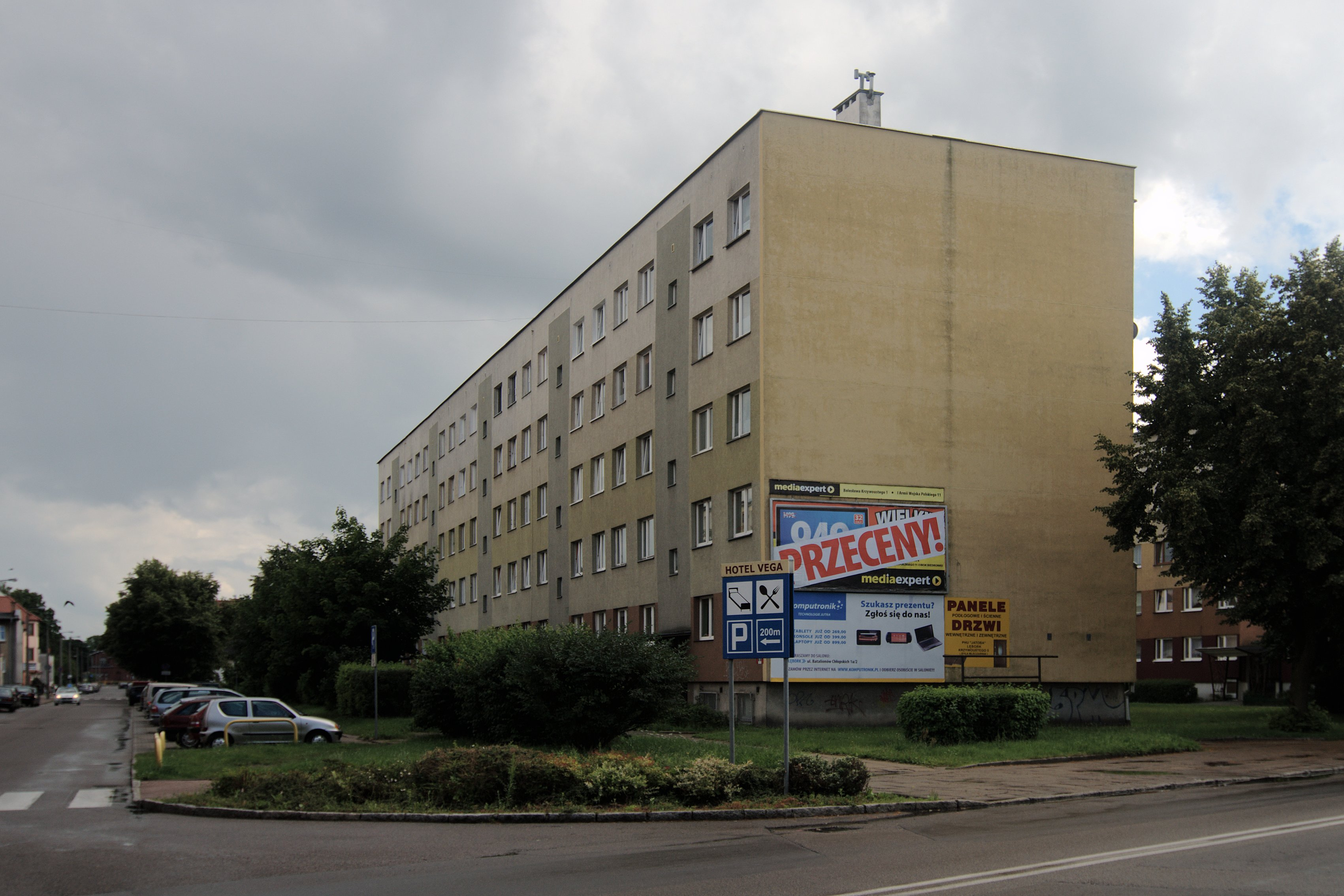
Bloki z prefabrykatów w Lęborku

Po drugiej wojnie światowej priorytetem była odbudowa. Budowa nowych obiektów rozpoczęła się w 1958. Pierwszy blok mający 20 mieszkań został oddany do użytku pod koniec grudnia 1964. W latach 60. XX w. ze względu na przeludnienie mieszkań zdecydowano się na zintensyfikowanie budownictwa mieszkaniowego. Dość istotnym czynnikiem stymulującym rozwój budownictwa obiektów publicznych były czyny społeczne, które jednak przeważnie ograniczały się do prac porządkowych oraz prostych prac wykończeniowych.
W latach 70. XX w. oddawanie nowych mieszkań spowodowało kasację mieszkań znajdujących się w najgorszym stanie technicznym.
W 1979 powstała fabryka prefabrykatów budowlanych, jednakże nie poprawiło to w znaczący sposób sytuacji na rynku mieszkaniowym.
Zmiana systemu gospodarczego spowodowała, że miasto zostało uwolnione od konieczności budowy mieszkań. Ich miejsce zajęli prywatni deweloperzy oraz powstałe w 1996 Lęborskie Towarzystwo Budownictwa Społecznego.

#### Górnictwo
Na terenie miasta znajdują się kopalnie surowców mineralnych, głównie piasków i żwirów. Surowce te są wykorzystywane w lokalnym przemyśle materiałów budowlanych oraz w budownictwie. Dwa złoża zostały uznane za wyczerpane, przez co ich eksploatacja została zakończona w pierwszej dekadzie XXI w.

### Usługi

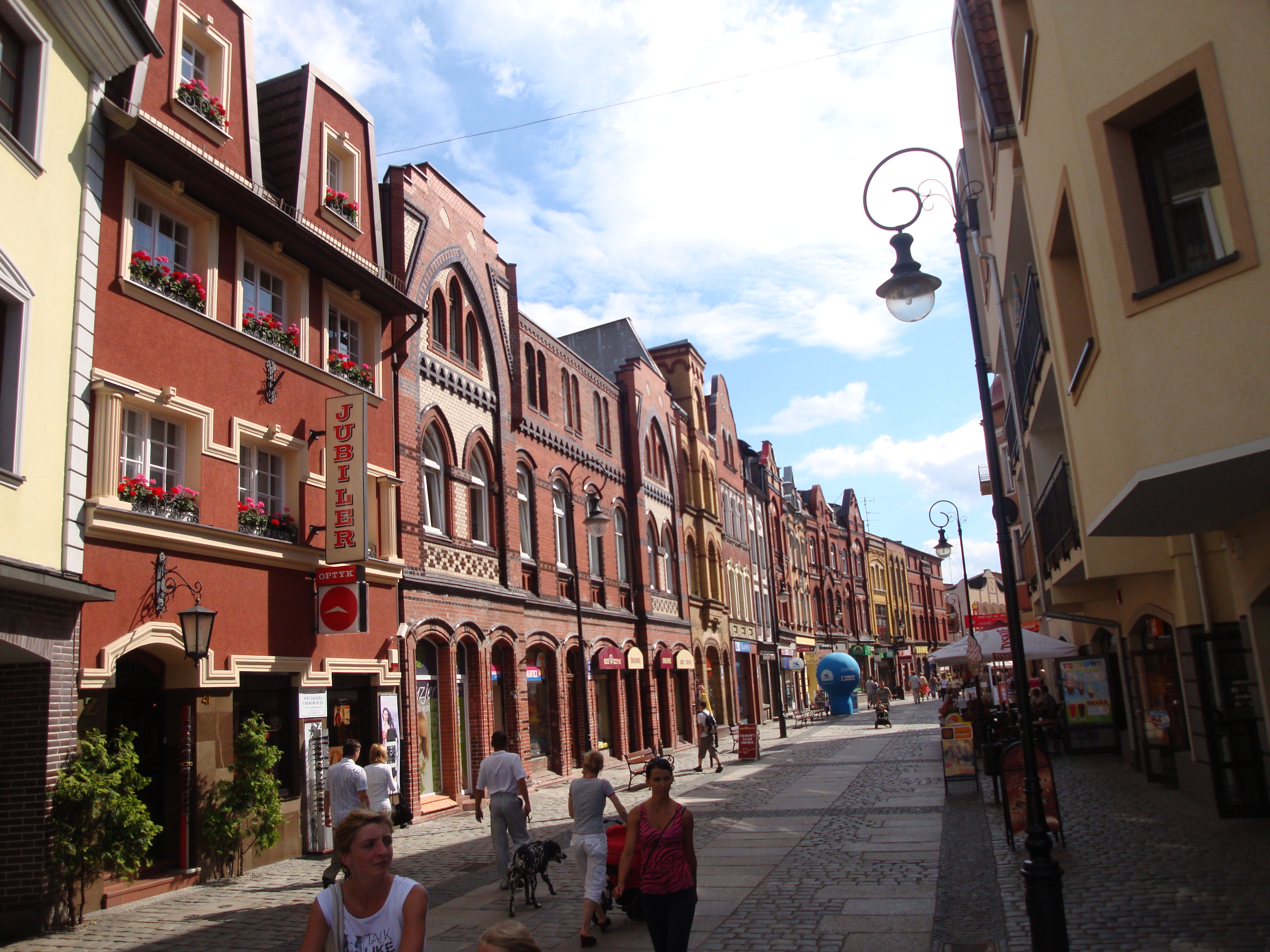
Deptak z punktami handlowymi w centrum Lęborka

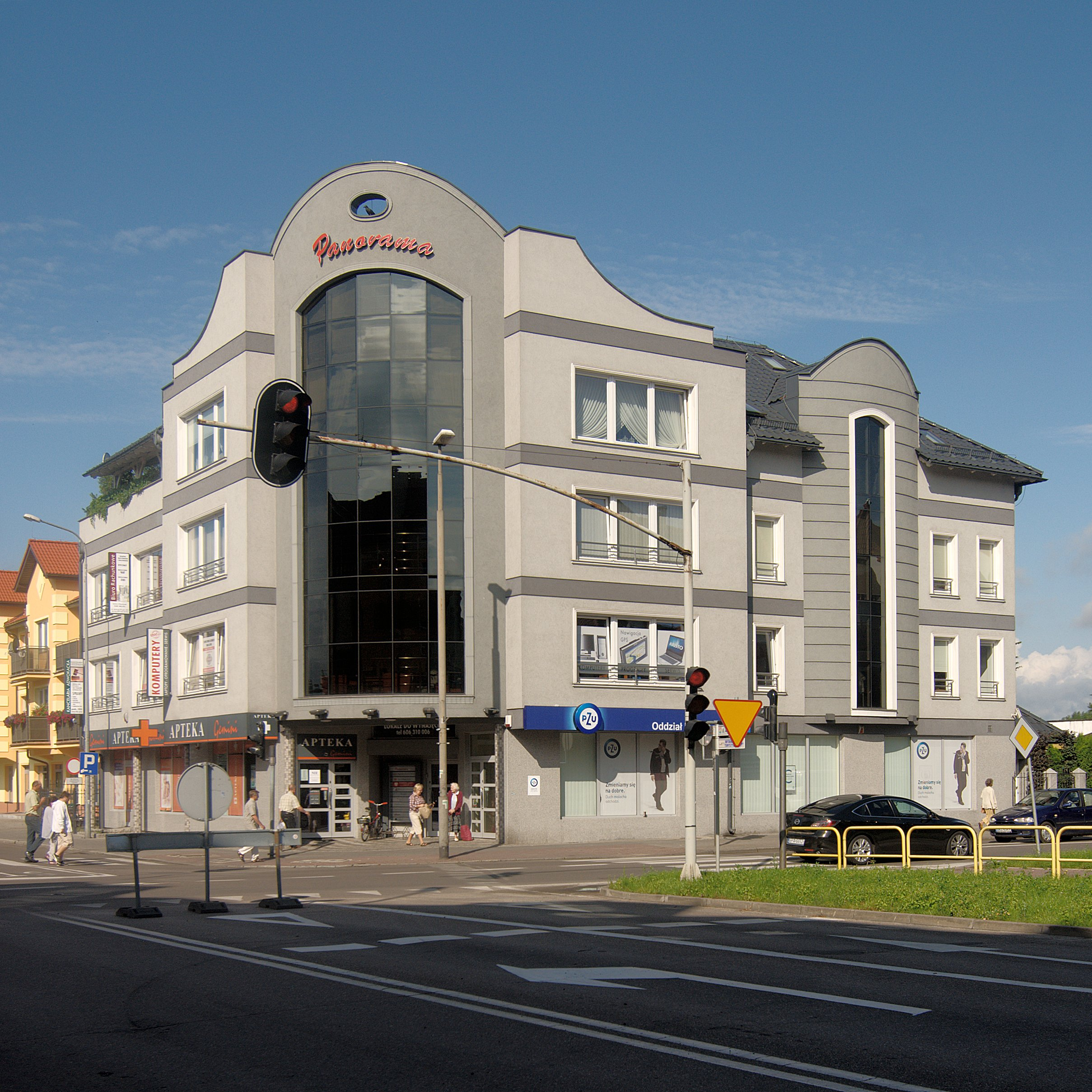
Biurowiec Panorama

Zaraz po drugiej wojnie światowej handel był częściowo w rękach prywatnych. Dodatkowo rozwijał się czarny rynek. W 1950 upaństwowiono ostatnie zakłady prywatne. Wyjątkiem były drobne zakłady usługowe, które były jednoosobowymi przedsiębiorstwami, np. zakłady szewski, zegarmistrzowski oraz mechanik pojazdowy. Jednocześnie rosła im konkurencja spółdzielcza i państwowa.
W latach 60. XX w. szybko rozwinęła się telewizja, która po oddaniu masztu w Chwaszczynie była wyraźnie odbierana w mieście. W tym samym czasie szybko rozwijała się telekomunikacja. W 1968 wprowadzono automatyczne połączenie z Trójmiasta do Lęborka.
W latach 60. i 70. XX w. w Lęborku zaczęły powstawać sklepy wielkopowierzchniowe. W 1966 w mieście istniały 103 sklepy, 3 apteki oraz kilka kiosków. Alternatywą dla sklepów było targowisko, na którym sprzedawali głównie okoliczni rolnicy. W 1967 na targowisku zaczęto handlować również sprzętem AGD i RTV. Dużym wielobranżowym zakładem usługowym był MPGK, który oferował między innymi naprawy, remonty oraz usługi pralnicze. Na przełomie lat 60. i 70. XX w. w mieście działały 184 zakłady usługowe (nie licząc handlowych) z czego 139 było prywatnych. W tym czasie rozwijała się gastronomia, głównie dzięki ruchowi turystycznemu.
W 1973 powstał Dom Handlowy Jantar.
W 1978 w Lęborku wymieniono centralę telefoniczną na automatyczną. Mimo iż centrala łączyła tylko połączenia lokalne, a międzystrefowe trzeba było nadal zamawiać, liczba abonentów szybko się powiększała.
Dużym problemem w funkcjonowaniu handlu od lat 40. do 80. XX w. był chroniczny brak towarów, nawet tych produkowanych w Lęborku lub okolicach.
Sytuacja usług diametralnie zmieniła się w latach 90. XX w. W 1991 w mieście działało 989 zarejestrowanych punktów usługowych, które działały w różnych branżach. W tym czasie po raz pierwszy w Lęborku można było kupić samochody osobowe. Nastąpił szybki rozwój telekomunikacji. W 1993 w Lęborku zaczęła działać telewizja kablowa. W 1997 powstał pierwszy nadajnik komórkowy, który spowodował rewolucję w tym sektorze usług. Chociaż wiele przedsiębiorstw szybko bankrutowało, to na ich miejsce szybko powstawały nowe.
W latach 90. XX w. na miejscu Powiatowego Domu Kultury powstały Dom Handlowy „Kupiec”, a także międzynarodowe hipermarkety. W tym czasie zmienił się również rynek usług gastronomicznych, dawne duże lokale upadały, w ich miejsce wchodziły nowe, znacznie mniejsze.

## Transport

### Transport drogowy
Lębork leży na skrzyżowaniu drogi krajowej nr 6 (planowana S6) i drogi wojewódzkiej nr 214. Boczne drogi prowadzą również w stronę Lini i Choczewa.

#### Zakład Komunikacji Miejskiej
W 1974 w mieście uruchomiono komunikację miejską. Uruchomiono dwie linie, które były obsługiwane przez 8 autobusów. W lutym 1975 uruchomiono trzecią linię. Na koniec 1975 Lęborski Zakład Komunikacji Miejskiej dysponował 13 autobusami. W 1976 uruchomiono linie do Czarnówka i Lubowidza oraz linię nr 5.
W 1980 rozpoczęto wymianę przestarzałych Sanów na Autosany H9-35, a w 1983 zaczęto wprowadzać Jelcze M11. W tym czasie komunikacja miejska w Lęborku obsługiwała 8 linii.
W latach 90. XX w. rozpoczęła się sukcesywna likwidacja kursów. Zamykano również nierentowne linie. W listopadzie 1999 miasto rozpisało przetarg na obsługę linii nr 6, a w sierpniu 2002 na linii nr 2 i 3. W tym czasie ZKM Lębork został przekształcony z zakładu budżetowego na spółkę z ograniczoną odpowiedzialnością.
Koniec pierwszej dekady XXI w. był odrodzeniem lęborskiej komunikacji miejskiej. W 2009 ZKM Lębork zaczął eksploatować pierwszy niskopodłogowy autobus Irisbus Crossway Low Entry, wyprodukowany w Słupsku. ZKM Lębork odzyskał wszystkie linie miejskie. Stworzono również dodatkową sezonową linię nr 7.
W 2012 ZKM Lębork dysponował 11 autobusami, wszystkie z nich to niskopodłogowe i obsługiwały 6 linii.

#### Transport zamiejscowy
Transport zamiejscowy realizowany jest przez PKS oraz firmy prywatne, posługujące się busikami.

### Transport kolejowy

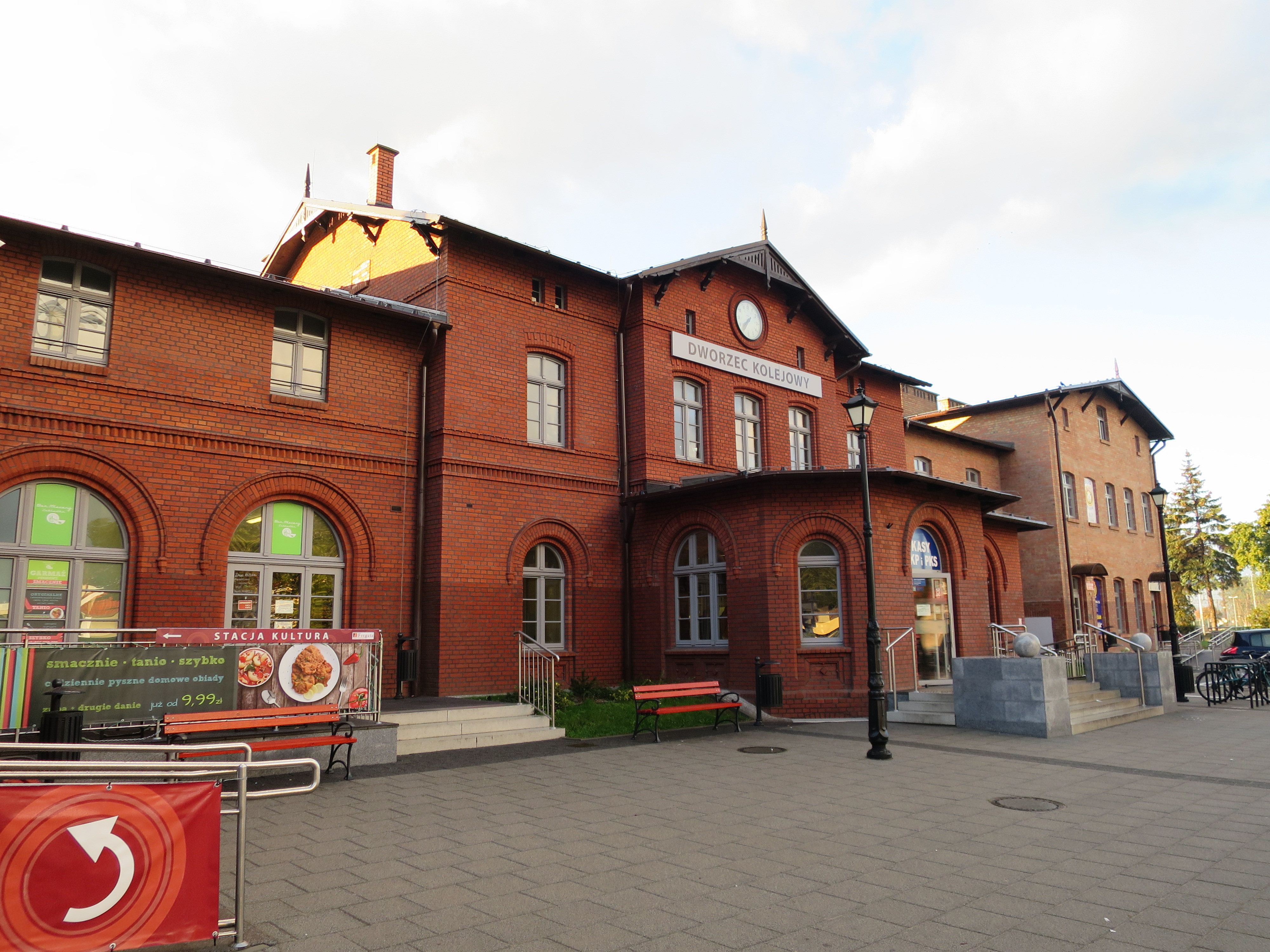
Dworzec kolejowy w Lęborku

Przez Lębork przebiegają linie kolejowe:
- 202 Gdańsk Główny – Stargard
- 229 Pruszcz Gdański – Łeba
- 237 Lębork – Bytów

W Lęborku znajdują się stacja węzłowa Lębork oraz dwa przystanki osobowe: na linii 202 wybudowany w 2015 roku przystanek Lębork Mosty, a na linii 229 używany w sezonie letnim przystanek Lębork Nowy Świat. Ponadto, w południowej części miasta, na linii 237, znajduje się nieczynna stacja Lębork Drętowo

### Transport lotniczy
W 2012 otwarto oficjalnie sanitarne lądowisko przy ul. Węgrzynowicza.

## Edukacja
W Lęborku działa:

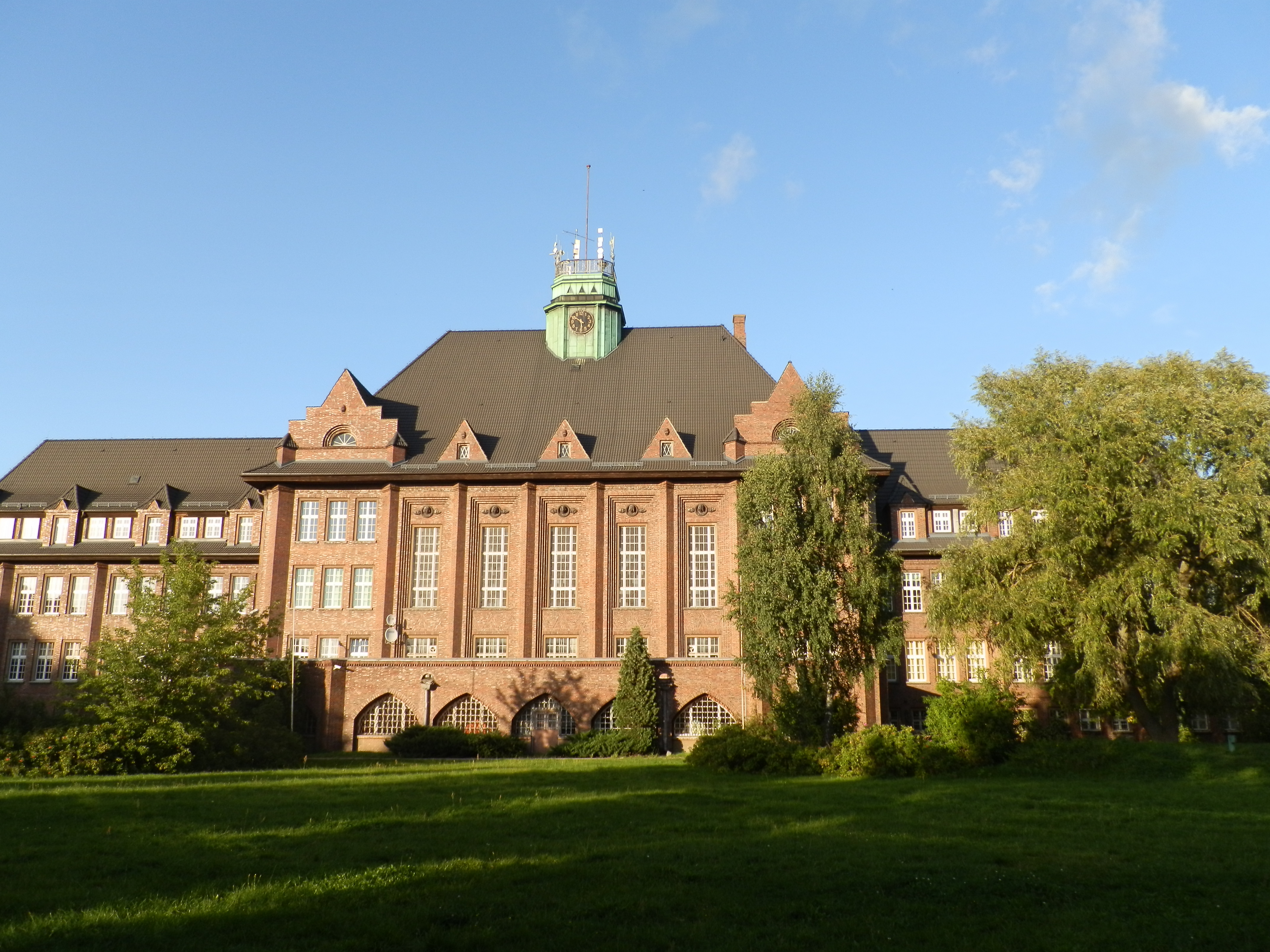
Budynek Liceum Ogólnokształcącego nr 1 w Lęborku

- 16 przedszkoli, oddziałów przedszkolnych i punktów przedszkolnych łącznie,
- 6 szkół podstawowych,
- 25 szkół ponadgimnazjalnych.

## Kultura

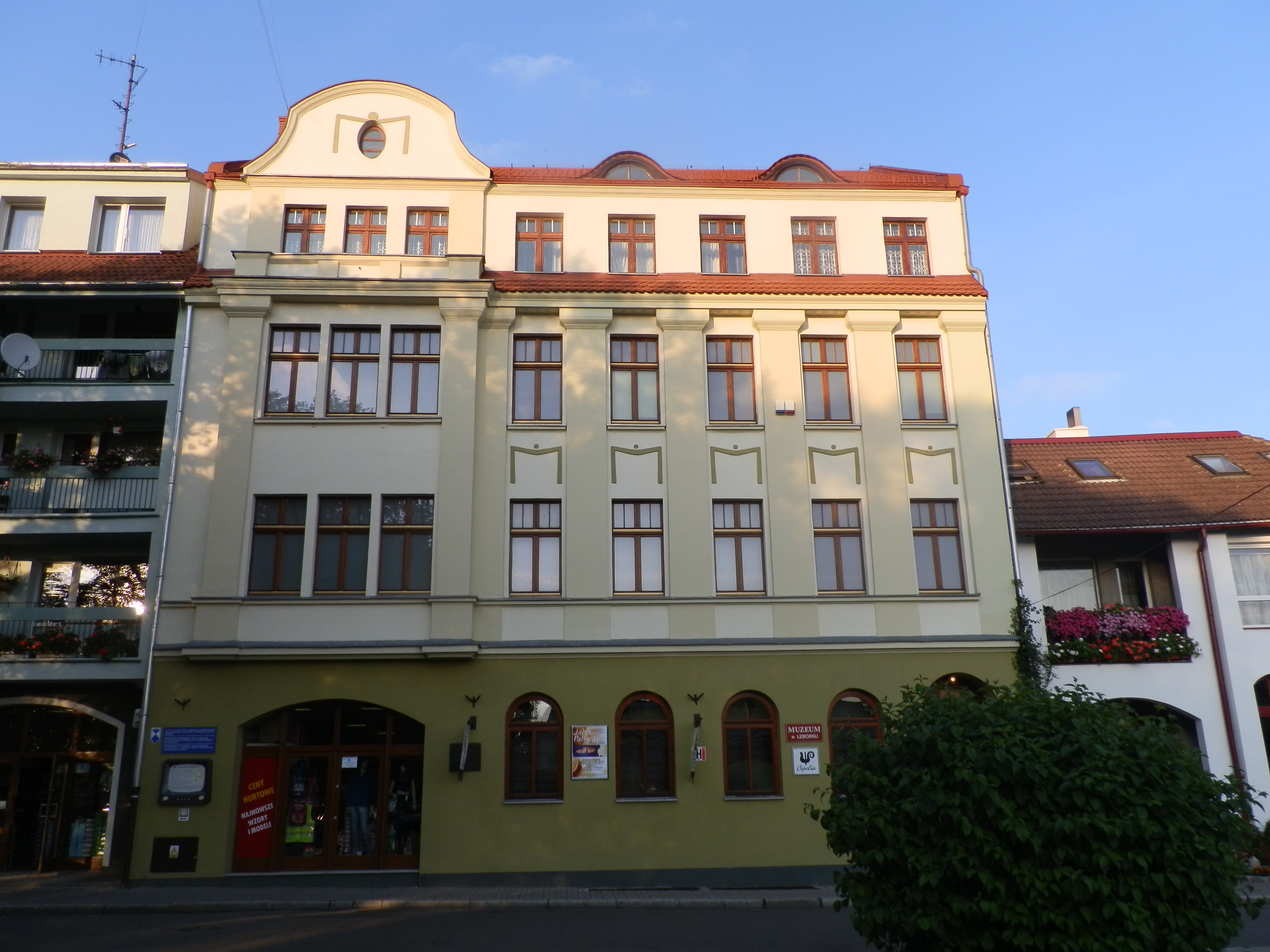
Muzeum w Lęborku

- Zespół Pieśni i Tańca Ziemia Lęborska

Imprezy:
- Międzynarodowy Zlot Historyczno-Militarny (maj)
- Lęborskie powitanie lata (maj)
- Lęborska majówka (maj)
- Jarmark świętego Jakuba (lipiec)
- Turniej rycerski (lipiec)
- Lęborskie pożegnanie lata (sierpień)
- Lęborski Tydzień Kultury Chrześcijańskiej (październik)
- Ogólnopolski Konkurs Literacki im. Mieczysława Stryjewskiego (od 1985; gala finałowa: listopad)

## Sport i rekreacja

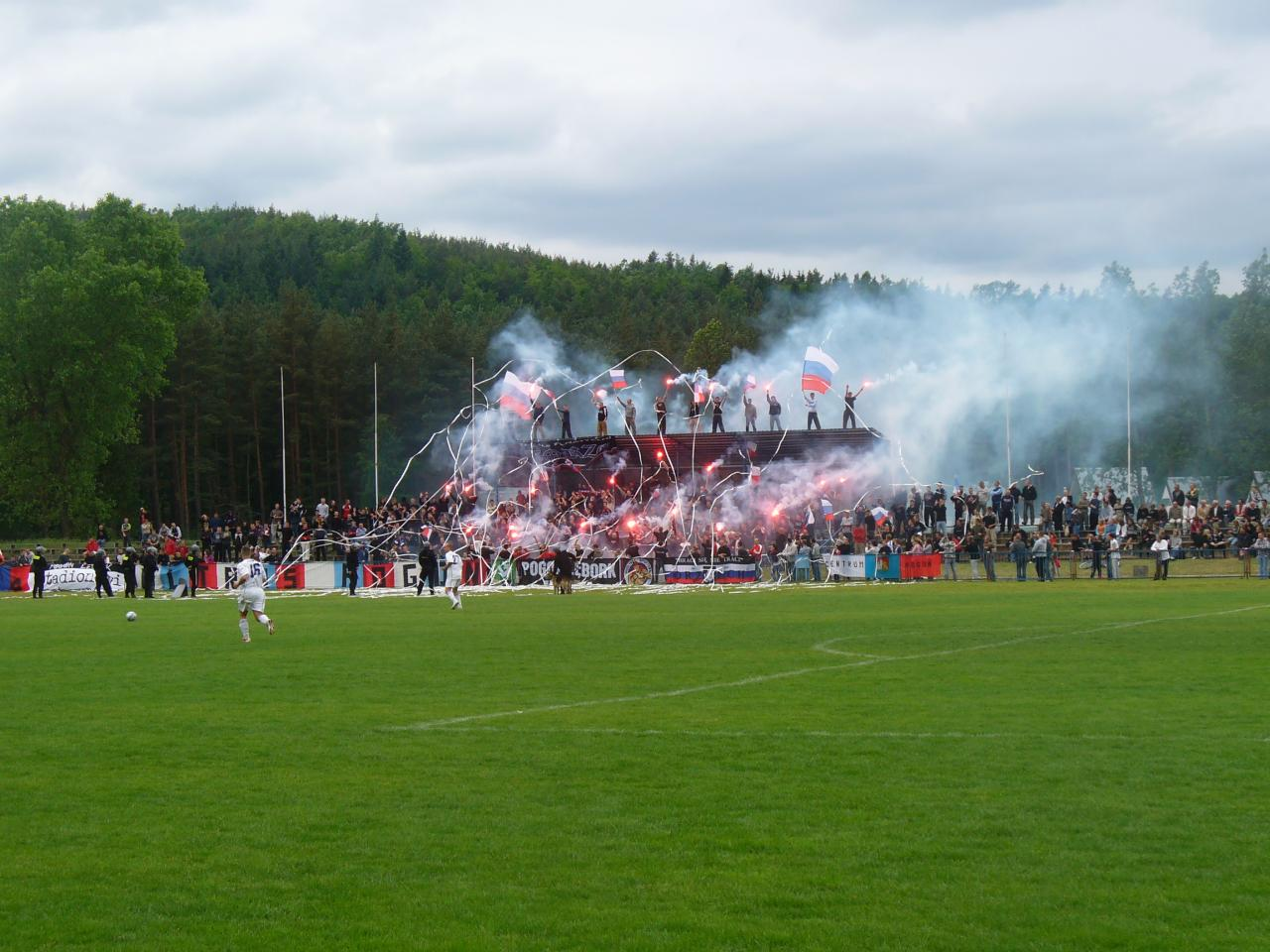
Kibice Pogoni Lębork podczas meczu

### Obiekty sportowe i rekreacyjne
- Pływalnia Miejska „Rafa”, ul. Olimpijczyków 31
- Korty Tenisowe CSiR, ul. 8 Maja 1
- Stadion Miejski, ul. Kusocińskiego 56
- Jezioro Lubowidz
- Skate Park, ul. 8 Maja 1
- Boisko do piłki siatkowej (plażowej), ul. 8 Maja 1
- Hala Miejska, ul. Piotra Skargi 52
- Boisko Miejskie, ul. Piotra Skargi 52
- Boisko Miejskie, ul. Plac Piastowski 11

### Kluby
- Pogoń Lębork (piłka nożna, koszykówka, tenis stołowy)
- Uczniowski Klub Sportowy „Trójka” (piłka nożna)
- Miejski Uczniowski Klub Sportowy „Ratusz Lębork” (piłka nożna)
- UKS Jedynka Solex Lębork (pływanie)
- Lęborski Klub Biegacza „Braci Petk” (biegi)
- Ludowy Uczniowski Klub Sportowy „Olimp” (tenis stołowy)
- UKS Jedynka Lębork (żeglarstwo)
- Lęborskie Stowarzyszenie Sympatyków Sportu Team Lębork (lekkoatletyka, futsal)
- Stowarzyszenie Przyjaciół Siatkówki Lębork (siatkówka)
- Klub Karate „Shotokan” (karate)
- Szkoła Czarnego Smoka „Hei Long Shu Kung Fu” (kung- fu)
- Klub Sportowy LOK „Lider-Amicus” (strzelectwo)
- Klub Karate Okinawan Goju-Ryu (karate)
- Lęborskie Towarzystwo Sportowe (Triathlon, kolarstwo szosowe, biegi)
- LUKS OLIMP Gimnazjum nr 2 (Piłka nożna)
- Olimp 2 Gimnazjum (Piłka nożna)
- Ratusz Lębork (Piłka nożna)
- Lęborski Klub Tańca Sportowego „Orange”

### Imprezy sportowe
- Międzynarodowy Maraton Ekologiczny Tomasza Hopfera (czerwiec)
- Ogólnopolskie Zawody Jeździeckie w skokach przez przeszkody (lipiec)
- Bieg świętego Jakuba (lipiec)

## Religia
- Kościół Adwentystów Dnia Siódmego
- Kościół ewangelicko-augsburski

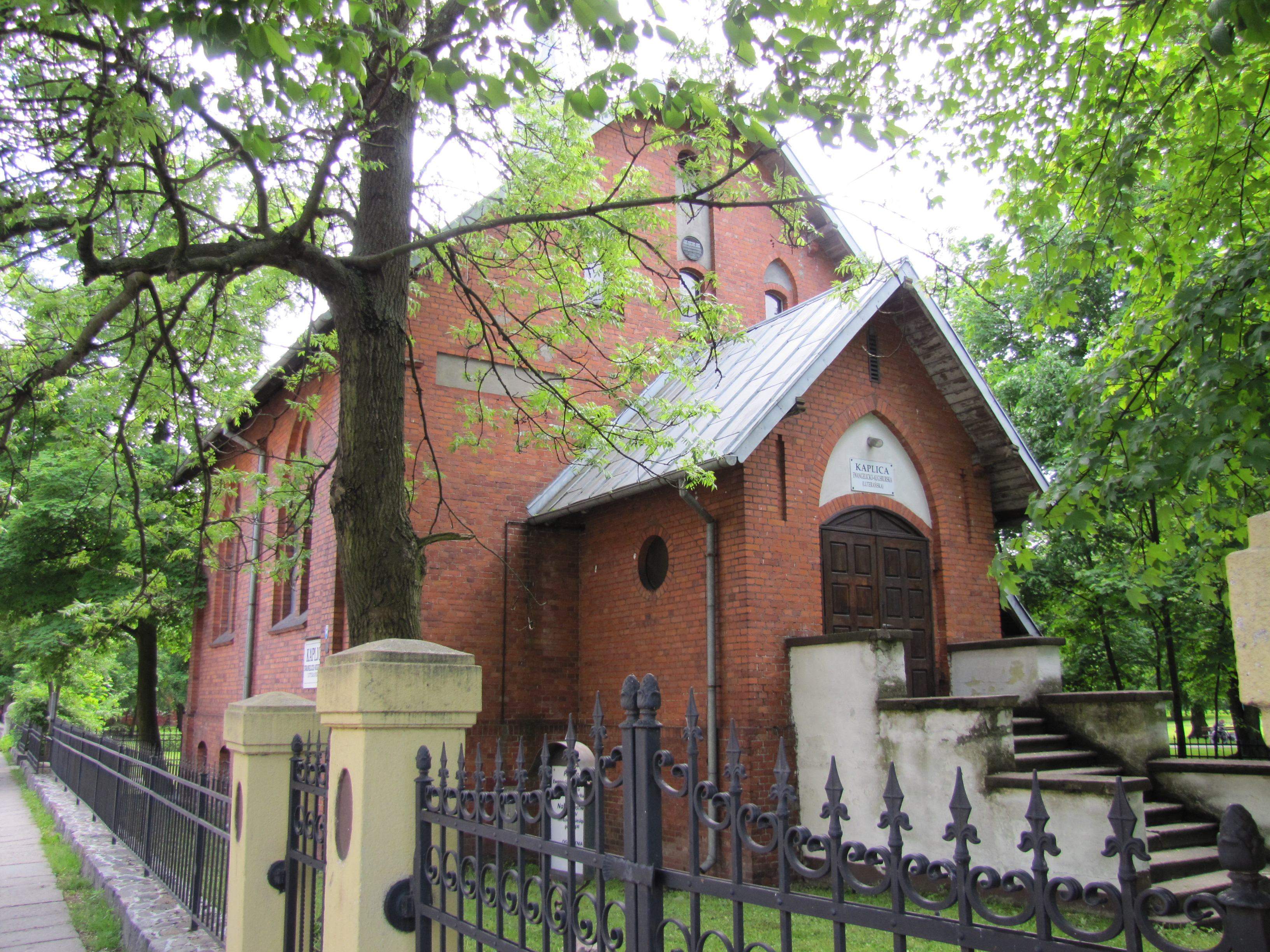
Ewangelicko-augsburska kaplica cmentarna

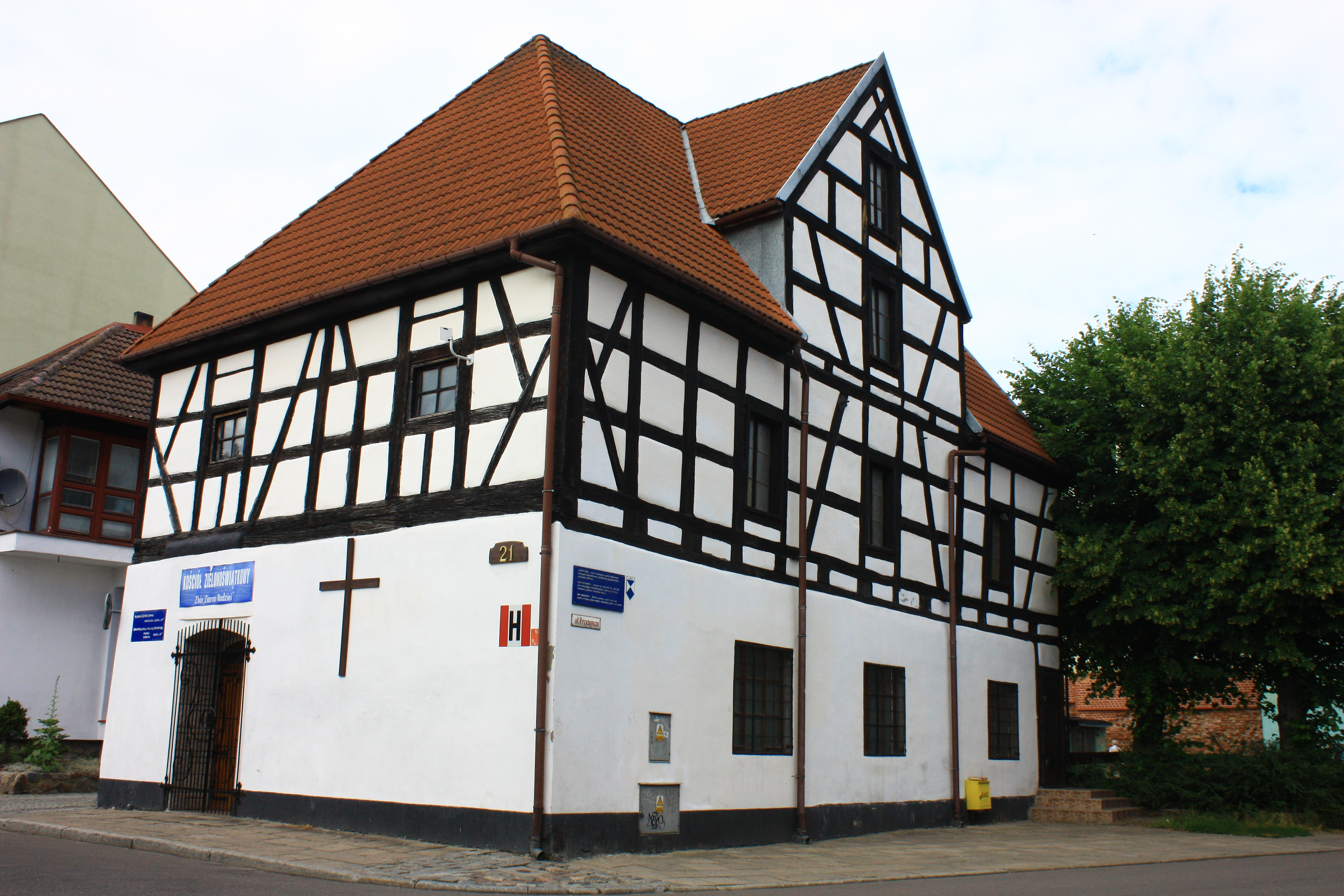
Zbór Kościoła Zielonoświątkowego

  - Parafia Ewangelicko-Augsburska Świętego Krzyża w Słupsku, Filiał w Lęborku

- Kościół greckokatolicki
  - Parafia Greckokatolicka Zaśnięcia Najświętszej Maryi Panny
- Kościół rzymskokatolicki
  - Parafia Najświętszej Maryi Panny Królowej Polski
  - Parafia św. Maksymiliana Marii Kolbego
  - Parafia św. Jakuba Apostoła
  - Parafia Najświętszego Serca Pana Jezusa
  - Parafia św. Jadwigi Śląskiej
  - Parafia Miłosierdzia Bożego
- Kościół zielonoświątkowy
  - Zbór „Ziarno Nadziei”
- Świadkowie Jehowy[175]
  - Dwa zbory: Lębork-Południe (w tym grupa rosyjskojęzyczna) i Lębork-Północ, Sala Królestwa przy ul. Gierymskiego 6[176]

## Współpraca międzynarodowa
- Miasta partnerskie[177]:
- Niemcy – Lauenburg/Elbe – od 29 września 2001
- Luksemburg – Dudelange – od 29 września 2001
- Francja – Manom – od 29 września 2001

Miasta współpracujące:
- Włochy – Agnone – od 16 kwietnia 2003
- Litwa – Kretynga – od 16 kwietnia 2004
- Rumunia – Turda – od 16 kwietnia 2004
- Ukraina – Sokal – od 1996
- Niemcy – Gummersbach – od 1996
- Niemcy – Stralsund
- Węgry – Mezőszilas